# Легка атлетика на літніх Олімпійських іграх 2020 — кваліфікація
У цій статті представлено систему кваліфікації на змагання з легкої атлетики на літніх Олімпійських іграх 2020 року. Кваліфікаційний період закінчиться 29 червня 2021 року, але для марафону та бігу на 50 км він закінчився 31 травня 2021 року.

## Кваліфікаційні стандарти
Національний олімпійський комітет (НОК) міг виставити в кожній індивідуальній дисципліні до 3 спортсменів, що кваліфікувались, якщо вони виконали кваліфікаційний норматив упродовж кваліфікаційного періоду, а також по одній команді в кожній естафетній дисципліні. НОК може також брати участь максимум у 1 кваліфікованій естафетній команді за кожну подію. Крім того, згідно з правилом універсальності, кожен НОК міг виставити спортсменів незалежно від показаного часу (по 1 спортсмену кожної статі), якщо жоден зі спортсменів цієї країни не виконав кваліфікаційний норматив. Отож, кожна країна могла мати принаймні по два представники в легкій атлетиці. Ці квоти універсальності не можна було використовувати в комбінованих дисциплінах, бігові на 10 000 метрів і на 3000 метрів із перешкодами.
Система відбору на Токіо 2020 зазнала принципових змін у порівнянні з попередньою Олімпіадою. Якщо кваліфікація від Ріо-2016 та інших попередніх змагань ґрунтувалась на показаному час, то кваліфікація на Токіо-2020 передусім ґрунтується на світовому рейтингу. Світова легка атлетика, всесвітній орган управління спортом, який раніше, до 2019 року, називався IAAF, й далі встановлює часи кваліфікації, але їх "встановлено з єдиною метою, щоб кваліфікувати спортсменів з винятковими показниками, які не змогли відібратись через світовий рейтинг легкої атлетики." Кількість учасників у кожній дисципліні обмежена, причому різні обмеження на різні дисципліни варіюються від 24 спортсменів для комбінованих дисциплін до 80 спортсменів для марафонів.
Світовий рейтинг легкої атлетики оснований на середньому показнику найкращих п'яти результатів для спортсмена за кваліфікаційний період. Результати зважуються за важливістю змагань.
Кваліфікаційний норматив потрібно було виконати на одному зі змагань під егідою Світової легкої атлетики під час кваліфікаційного періоду. Відбірковий період для марафону та ходьби на 50 на км тривав з 1 січня 2019 року по 5 квітня 2020 року і з 1 грудня 2020 року по 31 травня 2021 року, для 10000 м, ходьби на 20 км та комбінованих дисциплін - з 1 січня 2019 року по 5 квітня 2020 року та з 1 грудня 2020 року по 29 червня 2021 року, а для решти легкоатлетичних подій - з 1 травня 2019 року по 5 квітня 2020 року та з 1 грудня 2020 року по 29 червня 2021. Останні місцеві чемпіонати можуть враховуватися в рейтингу, навіть якщо вони відбулись не під час кваліфікаційного періоду. 6 квітня 2020 року Світова легка атлетика оголосила, що кваліфікаційний період на Ігри було призупинено до 30 листопада 2020 року у відповідь на пандемію коронавірусної хвороби. У липні 2020 року Світова легка атлетика оголосила, що період призупинення буде скасовано для шосейних дисциплін (марафонів та ходьби) 1 вересня 2020 року 
Що стосується естафет, то максимум шістнадцять НОК, що кваліфікувались мають право на участь у кожній дисципліні. Вісім найкращих команд у кожній дисципліні на Чемпіонаті світу з легкої атлетики 2019 року (що проходив у Досі з 28 вересня по 6 жовтня 2019 року) гарантують місце для своїх відповідних НОК на Олімпіаді. Друга половина команд у кожній дисципліні відбирається на світових легкоатлетичних естафетах 2021 та відповідно до Світового легкоатлетичного рейтингу станом на 29 червня 2021 р.
НОК, які мають у якійсь дисципліні понад три спортсмени, що кваліфікувались, можуть вибирати з них спортсменів, використовуючи власні правила. Наприклад, США відбирають спортсменів за результатами олімпійських випробувань США 2020 року, але мають політику потрапляння для кожного спортсмена, який кваліфікувався. Швеція виставляє на Ігри тих атлетів, які можуть посісти принаймні восьме місце згідно з оцінкою шведського НОК.
Систему відстеження кваліфікації публікує Світова легка атлетика : Road to 2020 Games [Архівовано 22 червня 2021 у Wayback Machine.].
Для участі у змаганнях спортсмени мали народитися до 1 січня 2006 року (тобто їм мало бути понад 16 років на кінець 2021 року). Юнаки (2004 або 2005 року народження, вік 16 або 17 років наприкінці 2021 р.) не можуть брати участь у змаганнях з метання, комбінованих дисциплінах, марафонах, ходьбі або бігові на 10000 метрів. Юніори (2003 або 2004 року народження, вік 18 або 19 років наприкінці 2021 р.) не можуть брати участь у марафонах або в ходьбі на 50 кілометрів.
Кваліфікаційні стандарти з легкої атлетики:

| Чоловічі й змішані дисципліни                                    | Чоловічі й змішані дисципліни | Жіночі дисципліни             | Жіночі дисципліни |
| Дисципліна                                                       | Кваліфікаційний норматив | Дисципліна                    | Кваліфікаційний норматив |
| ---------------------------------------------------------------- | --- | ----------------------------- | --- |
| 100 м                                                            | 10.05 | 100 м                         | 11.15 |
| 200 м                                                            | 20.24 | 200 м                         | 22.80 |
| 400 м                                                            | 44.90 | 400 м                         | 51.35 |
| 800 м                                                            | 1:45.20 | 800 м                         | 1:59.50 |
| 1500 м                                                           | 3:35.00 | 1500 м                        | 4:04.20 |
| 5000 м                                                           | 13:13.50 | 5000 м                        | 15:10.00 |
| 10,000 м                                                         | 27:28.00 | 10,000 м                      | 31:25.00 |
| 110 м з бар'єрами                                                | 13.32 | 100 м з бар'єрами             | 12.84 |
| 400 м з бар'єрами                                                | 48.90 | 400 м з бар'єрами             | 55.40 |
| 3000 м з перешкодами                                             | 8:22.00 | 3000 м з перешкодами          | 9:30.00 |
| Марафон                                                          | 2:11:30 | Марафон                       | 2:29:30 |
| ходьба на 20 км                                                  | 1:21:00 | ходьба на 20 км               | 1:31:00 |
| ходьба на 50 км                                                  | 3:50:00 | Н/Д                           | Н/Д |
| стрибки в довжину                                                | 8.22 | стрибки в довжину             | 6.82 |
| потрійний стрибок                                                | 17.14 | потрійний стрибок             | 14.32 |
| стрибки у висоту                                                 | 2.33 | стрибки у висоту              | 1.96 |
| стрибки з жердиною                                               | 5.80 | стрибки з жердиною            | 4.70 |
| штовхання ядра                                                   | 21.10 | штовхання ядра                | 18.50 |
| метання диска                                                    | 66.00 | метання диска                 | 63.50 |
| метання молота                                                   | 77.50 | метання молота                | 72.50 |
| метання списа                                                    | 85.00 | метання списа                 | 64.00 |
| десятиборство                                                    | 8350 | семиборство                   | 6420 |
| естафета 4×100 метрів (чоловіки)                                 | Перші 8 місць на Чемпіонаті світу 2019 + будь-яка країна, що там не кваліфікувалась, яка потрапила до фіналу світових легкоатлетичних естафет 2021 + наступні найкращі зі списків поки не набереться 16 команд | естафета 4×100 метрів (жінки) | Перші 8 місць на Чемпіонаті світу 2019 + будь-яка країна, що там не кваліфікувалась, яка потрапила до фіналу світових легкоатлетичних естафет 2021 + наступні найкращі зі списків поки не набереться 16 команд |
| естафета 4×400 метрів (чоловіки) естафета 4×400 метрів (змішана) | Перші 8 місць на Чемпіонаті світу 2019 + будь-яка країна, що там не кваліфікувалась, яка потрапила до фіналу світових легкоатлетичних естафет 2021 + наступні найкращі зі списків поки не набереться 16 команд | естафета 4×400 метрів (жінки) | Перші 8 місць на Чемпіонаті світу 2019 + будь-яка країна, що там не кваліфікувалась, яка потрапила до фіналу світових легкоатлетичних естафет 2021 + наступні найкращі зі списків поки не набереться 16 команд |

## Дисципліни на треку

### Чоловічі дисципліни на треку

#### біг на 100 метрів (чоловіки)
Не враховує досягнень у приміщенні або якщо швидкість вітру > 2,0 м/с.
Кількість учасників: 56.
| Кваліфікаційний стандарт         | К-ть спортсменів | НОК                                | Номіновані спортсмени                           |
| -------------------------------- | ---------------- | ---------------------------------- | ----------------------------------------------- |
| Кваліфікаційний норматив – 10.05 | 3                | Велика Британія (GBR)              | [a]                                             |
| Кваліфікаційний норматив – 10.05 | 3                | Ямайка (JAM)                       | [a]                                             |
| Кваліфікаційний норматив – 10.05 | 3                | Японія (JPN)                       | [a]                                             |
| Кваліфікаційний норматив – 10.05 | 3                | Нігерія (NGR)                      | Реймонд Екевво Ушеоріце Іцекірі Дівайн Одудуру  |
| Кваліфікаційний норматив – 10.05 | 3                | ПАР (RSA)                          | Тлотлісо Леотлела Шон Масванґаньї Акані Сімбіне |
| Кваліфікаційний норматив – 10.05 | 3                | США (USA)                          | Ронні Бейкер Трейвон Бромелл Фред Керлі         |
| Кваліфікаційний норматив – 10.05 | 2                | Канада (CAN)                       | Аарон Бравн Андре де Грассе                     |
| Кваліфікаційний норматив – 10.05 | 2                | Китай (CHN)                        | Су Бінтянь Сє Чженьє                            |
| Кваліфікаційний норматив – 10.05 | 2                | Гана (GHA)                         | Джозеф Амоа Бенджамін Азаматі-Кваку             |
| Кваліфікаційний норматив – 10.05 | 2                | Кенія (KEN)                        | Марк Отьєно Одіамбо Фердінанд Омурва            |
| Кваліфікаційний норматив – 10.05 | 1                | Антигуа і Барбуда (ANT)            | Сейха Грін                                      |
| Кваліфікаційний норматив – 10.05 | 1                | Австралія (AUS)                    | Роган Браунінг                                  |
| Кваліфікаційний норматив – 10.05 | 1                | Багамські Острови (BAH)            | Самсон Коулбрук                                 |
| Кваліфікаційний норматив – 10.05 | 1                | Барбадос (BAR)                     | Маріо Берк                                      |
| Кваліфікаційний норматив – 10.05 | 1                | Бразилія (BRA)                     | Паулу Камілу де Олівейра                        |
| Кваліфікаційний норматив – 10.05 | 1                | Кайманові Острови (CAY)            | Кемар Хайман                                    |
| Кваліфікаційний норматив – 10.05 | 1                | Франція (FRA)                      | Джиммі Віко                                     |
| Кваліфікаційний норматив – 10.05 | 1                | Індонезія (INA)                    | Лалу Мухаммад Зохрі                             |
| Кваліфікаційний норматив – 10.05 | 1                | Іран (IRI)                         | Хассан Тафтян                                   |
| Кваліфікаційний норматив – 10.05 | 1                | Італія (ITA)                       | Марселл Якобс                                   |
| Кваліфікаційний норматив – 10.05 | 1                | Кот-д'Івуар (CIV)                  | Артур Сіссе                                     |
| Кваліфікаційний норматив – 10.05 | 1                | Ліберія (LBR)                      | Еммануель Матаді                                |
| Кваліфікаційний норматив – 10.05 | 1                | Катар (QAT)                        | Фемі Огуноде                                    |
| Кваліфікаційний норматив – 10.05 | 1                | Сент-Кіттс і Невіс (SKN)           | Джейсон Роджерс                                 |
| Світовий рейтинг                 | 1                |                                    |                                                 |
| Запрошення                       | 1                | Федеративні Штати Мікронезії (FSM) | Скотт Джеймс Фіті                               |
| Запрошення                       | 1                | Кірибаті (KIR)                     | Латайсі Мвеа                                    |
| Запрошення                       | 1                | Оман (OMA)                         | Баракат Аль-Харті                               |
| Запрошення                       | 1                | Тонга (TGA)                        | Роналд Лоуренс Фотофілі                         |
| Запрошення                       | 1                | Збірна біженців (ROT)              | Доріан Келетела                                 |
| Загалом                          | 56               |                                    |                                                 |

#### біг на 200 метрів (чоловіки)
Кількість учасників: 56.
| Кваліфікаційний стандарт         | К-ть спортсменів | НОК                     | Номіновані спортсмени                   |
| -------------------------------- | ---------------- | ----------------------- | --------------------------------------- |
| Кваліфікаційний норматив – 20.24 | 3                | Велика Британія (GBR)   | Мігель Френсіс Адам Джемілі Жарнел Г'юз |
| Кваліфікаційний норматив – 20.24 | 3                | Ямайка (JAM)            | Йоган Блейк Рашид Дваєр Андре Еверс     |
| Кваліфікаційний норматив – 20.24 | 3                | США (USA)               | [a]                                     |
| Кваліфікаційний норматив – 20.24 | 2                | Канада (CAN)            | Аарон Бравн Андре де Грассе             |
| Кваліфікаційний норматив – 20.24 | 2                | Гана (GHA)              | Джозеф Амоа Бенджамін Азаматі-Кваку     |
| Кваліфікаційний норматив – 20.24 | 2                | Японія (JPN)            | Юкі Койке Абдул Сані Браун              |
| Кваліфікаційний норматив – 20.24 | 2                | ПАР (RSA)               | Шон Масванґаньї Кларенс Муняї           |
| Кваліфікаційний норматив – 20.24 | 2                | Тринідад і Тобаго (TTO) | Кайл Гро Джерім Річардс                 |
| Кваліфікаційний норматив – 20.24 | 1                | Багамські Острови (BAH) | Стівен Гардінер                         |
| Кваліфікаційний норматив – 20.24 | 1                | Барбадос (BAR)          | Маріо Берк                              |
| Кваліфікаційний норматив – 20.24 | 1                | Ботсвана (BOT)          | Ісаак Маквала                           |
| Кваліфікаційний норматив – 20.24 | 1                | Бразилія (BRA)          | Алдемір да Сілва Жуніор                 |
| Кваліфікаційний норматив – 20.24 | 1                | Китай (CHN)             | Сє Чженьє                               |
| Кваліфікаційний норматив – 20.24 | 1                | Колумбія (COL)          | Бернардо Балоєс                         |
| Кваліфікаційний норматив – 20.24 | 1                | Еквадор (ECU)           | Алекс Кіньйонес                         |
| Кваліфікаційний норматив – 20.24 | 1                | Нігерія (NGR)           | Дівайн Одудуру                          |
| Кваліфікаційний норматив – 20.24 | 1                | Панама (PAN)            | Алонсо Едвард                           |
| Кваліфікаційний норматив – 20.24 | 1                | Швейцарія (SUI)         | Алекс Вілсон                            |
| Кваліфікаційний норматив – 20.24 | 1                | Туреччина (TUR)         | Раміль Гулієв                           |
| Кваліфікаційний норматив – 20.24 | 1                | Замбія (ZAM)            | Сідні Сіаме                             |
| Світовий рейтинг                 | 1                |                         |                                         |
| Загалом                          | 56               |                         |                                         |

#### біг на 400 метрів (чоловіки)
Кількість учасників: 48.
| Кваліфікаційний стандарт         | К-ть спортсменів | НОК                     | Номіновані спортсмени                 |
| -------------------------------- | ---------------- | ----------------------- | ------------------------------------- |
| Кваліфікаційний норматив – 44.90 | 3                | Ямайка (JAM)            | Нетон Аллен Акім Блумфілд Деміш Гей   |
| Кваліфікаційний норматив – 44.90 | 3                | США (USA)               | Майкл Черрі Майкл Норман Рендолф Росс |
| Кваліфікаційний норматив – 44.90 | 2                | Тринідад і Тобаго (TTO) | Махель Седеніо Dwight St. Hillaire    |
| Кваліфікаційний норматив – 44.90 | 1                | Багамські Острови (BAH) | Стівен Гардінер                       |
| Кваліфікаційний норматив – 44.90 | 1                | Бахрейн (BHR)           | Аббас Аббас                           |
| Кваліфікаційний норматив – 44.90 | 1                | Барбадос (BAR)          | Джонатан Джонс                        |
| Кваліфікаційний норматив – 44.90 | 1                | Ботсвана (BOT)          | Ісаак Маквала                         |
| Кваліфікаційний норматив – 44.90 | 1                | Колумбія (COL)          | Антоні Самбрано                       |
| Кваліфікаційний норматив – 44.90 | 1                | Гренада (GRN)           | Кірані Джеймс                         |
| Кваліфікаційний норматив – 44.90 | 1                | Італія (ITA)            | Давіде Ре                             |
| Кваліфікаційний норматив – 44.90 | 1                | Кенія (KEN)             | Еммануель Корір                       |
| Кваліфікаційний норматив – 44.90 | 1                | Нігерія (NGR)           | Еммануель Баміделе                    |
| Кваліфікаційний норматив – 44.90 | 1                | ПАР (RSA)               | Вайде ван Нікерк                      |
| Світовий рейтинг                 | 1                |                         |                                       |
| Загалом                          | 48               |                         |                                       |

#### біг на 800 метрів (чоловіки)
Кількість учасників: 48.
| Кваліфікаційний стандарт           | К-ть спортсменів           | НОК                                            | Номіновані спортсмени |
| ---------------------------------- | -------------------------- | ---------------------------------------------- | --------------------- |
| Кваліфікаційний норматив – 1:45.20 |                            |                                                |                       |
| 3                                  | Франція (FRA)              | П'єр-Амбруаз Бос Бенжамен Робер Габріель Туаль |                       |
| 3                                  | Велика Британія (GBR)      | [a]                                            |                       |
| 3                                  | Кенія (KEN)                | Еммануель Корір Фергюсон Ротіч Michael Saruni  |                       |
| 3                                  | Польща (POL)               | [a]                                            |                       |
| 3                                  | Пуерто-Рико (PUR)          | Андрес Арройо Раян Санчес Веслі Васкес         |                       |
| 3                                  | США (USA)                  | Bryce Hoppel Айзея Джюетт Клейтон Мерфі        |                       |
| 2                                  | Австралія (AUS)            | Пітер Бол Джефрі Різлі                         |                       |
| 2                                  | Канада (CAN)               | Marco Arop Брендон Мак-Брайд                   |                       |
| 2                                  | Ефіопія (ETH)              | Теддесе Лемі Мелесе Нберет                     |                       |
| 2                                  | Іспанія (ESP)              | Адріан Бен Хав'єр Мірон                        |                       |
| 1                                  | Алжир (ALG)                | Джамель Седжаті                                |                       |
| 1                                  | Бельгія (BEL)              | Еліот Крестан                                  |                       |
| 1                                  | Боснія і Герцеговина (BIH) | Амель Тука                                     |                       |
| 1                                  | Ботсвана (BOT)             | Найджел Амос                                   |                       |
| 1                                  | Бразилія (BRA)             | Тьяго Андре                                    |                       |
| 1                                  | Джибуті (DJI)              | Аянлех Сулейман                                |                       |
| 1                                  | Мексика (MEX)              | Хесус Тонатіу Лопес                            |                       |
| 1                                  | Марокко (MAR)              | Мостафа Смаїлі                                 |                       |
| 1                                  | Нідерланди (NED)           | Тоні ван Діпен                                 |                       |
| 1                                  | Катар (QAT)                | Абубакер Хайдар Абдалла                        |                       |
| 1                                  | Швеція (SWE)               | Андреас Крамер                                 |                       |
| 1                                  | Туніс (TUN)                | Абдессалем Аюні                                |                       |
| Світовий рейтинг                   | 1                          |                                                |                       |
| Квоти універсальності              | 1                          | Андорра (AND)                                  | Пол Моя               |
| Запрошення                         | 1                          | Збірна біженців (ROT)                          | Джеймс Чингієк        |
| Загалом                            | 48                         |                                                |                       |

#### біг на 1500 метрів (чоловіки)
Кількість учасників: 45.
| Кваліфікаційний стандарт           | К-ть спортсменів | НОК                    | Номіновані спортсмени                     |
| ---------------------------------- | ---------------- | ---------------------- | ----------------------------------------- |
| Кваліфікаційний норматив – 3:35.00 | 3                | Австралія (AUS)        | [a]                                       |
| Кваліфікаційний норматив – 3:35.00 | 3                | Ефіопія (ETH)          | Самуель Абате Теддесе Лемі Самуель Тефера |
| Кваліфікаційний норматив – 3:35.00 | 3                | Франція (FRA)          | [a]                                       |
| Кваліфікаційний норматив – 3:35.00 | 3                | Велика Британія (GBR)  | [a]                                       |
| Кваліфікаційний норматив – 3:35.00 | 3                | Кенія (KEN)            | Камар Етьянг Абель Кіпсанг Чарльз Сімотво |
| Кваліфікаційний норматив – 3:35.00 | 3                | Марокко (MAR)          | [a]                                       |
| Кваліфікаційний норматив – 3:35.00 | 3                | Іспанія (ESP)          | [a]                                       |
| Кваліфікаційний норматив – 3:35.00 | 3                | США (USA)              | [a]                                       |
| Кваліфікаційний норматив – 3:35.00 | 2                | Норвегія (NOR)         | Філіп Інгебрігтсен Якоб Інгебрігтсен      |
| Кваліфікаційний норматив – 3:35.00 | 2                | Польща (POL)           | Марцин Левандовський Міхал Розмис         |
| Кваліфікаційний норматив – 3:35.00 | 2                | Катар (QAT)            | Абдірахман Саїд Хассан Адам Алі Мусаб     |
| Кваліфікаційний норматив – 3:35.00 | 1                | Алжир (ALG)            | Тауфік Махлуфі                            |
| Кваліфікаційний норматив – 3:35.00 | 1                | Бахрейн (BHR)          | Садік Міху                                |
| Кваліфікаційний норматив – 3:35.00 | 1                | Бельгія (BEL)          | Ісмаель Дебжані                           |
| Кваліфікаційний норматив – 3:35.00 | 1                | Канада (CAN)           | Джастін Найт                              |
| Кваліфікаційний норматив – 3:35.00 | 1                | Джибуті (DJI)          | Аянлех Сулейман                           |
| Кваліфікаційний норматив – 3:35.00 | 1                | Німеччина (GER)        | Роберт Фаркен                             |
| Кваліфікаційний норматив – 3:35.00 | 1                | Нова Зеландія (NZL)    | Сем Таннер                                |
| Кваліфікаційний норматив – 3:35.00 | 1                | Росія (RUS) [Note RUS] | Володимир Нікітін                         |
| Кваліфікаційний норматив – 3:35.00 | 1                | Швеція (SWE)           | Калле Берглунд                            |
| Кваліфікаційний норматив – 3:35.00 | 1                | Уганда (UGA)           | Рональд Мусагала                          |
| Світовий рейтинг                   | 1                |                        |                                           |
| Запрошення                         | 1                | Збірна біженців (ROT)  | Paulo Amotun Lokoro                       |
| Загалом                            | 45               |                        |                                           |

#### біг на 5000 метрів (чоловіки)
Кількість учасників: 42.
| Кваліфікаційний стандарт            | К-ть спортсменів | НОК                   | Номіновані спортсмени                        |
| ----------------------------------- | ---------------- | --------------------- | -------------------------------------------- |
| Кваліфікаційний норматив – 13:13.50 | 3                | Австралія (AUS)       | Девід Макніл Стюарт Максвейн Патрік Тірнан   |
| Кваліфікаційний норматив – 13:13.50 | 3                | Канада (CAN)          | [a]                                          |
| Кваліфікаційний норматив – 13:13.50 | 3                | Ефіопія (ETH)         | Нібрет Мелак Мількеса Менгеша Гетнет Вале    |
| Кваліфікаційний норматив – 13:13.50 | 3                | Кенія (KEN)           | Самуель Чеболе Даніель Ебеньо Ніколас Кімелі |
| Кваліфікаційний норматив – 13:13.50 | 3                | США (USA)             | [a]                                          |
| Кваліфікаційний норматив – 13:13.50 | 2                | Бахрейн (BRN)         | Бірхану Валю Давіт Фікаду                    |
| Кваліфікаційний норматив – 13:13.50 | 2                | Франція (FRA)         | Джиммі Грессьє Юго Е                         |
| Кваліфікаційний норматив – 13:13.50 | 2                | Велика Британія (GBR) | Ендрю Бутчарт Марк Скотт                     |
| Кваліфікаційний норматив – 13:13.50 | 2                | Норвегія (NOR)        | Філіп Інгебрігтсен Якоб Інгебрігтсен         |
| Кваліфікаційний норматив – 13:13.50 | 2                | Уганда (UGA)          | Оскар Челімо Джошуа Чептегей                 |
| Кваліфікаційний норматив – 13:13.50 | 1                | Бельгія (BEL)         | Айзек Кімелі                                 |
| Кваліфікаційний норматив – 13:13.50 | 1                | Гватемала (GUA)       | Луїс Гріхальва                               |
| Кваліфікаційний норматив – 13:13.50 | 1                | Італія (ITA)          | Єманеберхан Кріппа                           |
| Кваліфікаційний норматив – 13:13.50 | 1                | Іспанія (ESP)         | Мохамед Катір                                |
| Світовий рейтинг                    | 1                |                       |                                              |
| Запрошення                          | 1                | Збірна біженців (ROT) | Джамаль Ейса Мохаммед                        |
| Загалом                             | 42               |                       |                                              |

#### біг на 10000 метрів (чоловіки)
Кількість учасників: мета - 27. 30 бігунів уже кваліфікувалися за кваліфікаційним нормативом.
| Кваліфікаційний стандарт            | К-ть спортсменів | НОК                   | Номіновані спортсмени                                 |
| ----------------------------------- | ---------------- | --------------------- | ----------------------------------------------------- |
| Кваліфікаційний норматив – 27:28.00 | 3                | Ефіопія (ETH)         | Беріху Арегаві Селемон Барега Йоміф Кеджелча          |
| Кваліфікаційний норматив – 27:28.00 | 3                | Кенія (KEN)           | Джеффрі Кіпсанг Роджерс Квемой Weldon Kipkurui Langat |
| Кваліфікаційний норматив – 27:28.00 | 3                | Уганда (UGA)          | [a]                                                   |
| Кваліфікаційний норматив – 27:28.00 | 3                | США (USA)             | Ґрант Фішер Вуді Кінкейд Джо Клекер                   |
| Кваліфікаційний норматив – 27:28.00 | 2                | Австралія (AUS)       | Стюарт Максвейн Патрік Тірнан                         |
| Кваліфікаційний норматив – 27:28.00 | 2                | Бельгія (BEL)         | Башир Абді Айзек Кімелі                               |
| Кваліфікаційний норматив – 27:28.00 | 2                | Велика Британія (GBR) | Сем Аткін Марк Скотт                                  |
| Кваліфікаційний норматив – 27:28.00 | 2                | Японія (JPN)          | Акіра Айдзава Тацухіко Іто                            |
| Кваліфікаційний норматив – 27:28.00 | 1                | Бахрейн (BHR)         | Бірхану Валю                                          |
| Кваліфікаційний норматив – 27:28.00 | 1                | Канада (CAN)          | Мохаммед Ахмед                                        |
| Кваліфікаційний норматив – 27:28.00 | 1                | Еритрея (ERI)         | Арон Кіфле                                            |
| Кваліфікаційний норматив – 27:28.00 | 1                | Франція (FRA)         | Морхад Амдуні                                         |
| Кваліфікаційний норматив – 27:28.00 | 1                | Італія (ITA)          | Єманеберхан Кріппа                                    |
| Кваліфікаційний норматив – 27:28.00 | 1                | Марокко (MAR)         | Зухер Тальбі                                          |
| Кваліфікаційний норматив – 27:28.00 | 1                | Норвегія (NOR)        | Сондре Мун                                            |
| Кваліфікаційний норматив – 27:28.00 | 1                | Іспанія (ESP)         | Карлос Майо                                           |
| Кваліфікаційний норматив – 27:28.00 | 1                | Швейцарія (SUI)       | Жульєн Вандерс                                        |
| Кваліфікаційний норматив – 27:28.00 | 1                | Таїланд (THA)         | Кіран Тунтівате                                       |
| Світовий рейтинг                    | 0                |                       |                                                       |
| Загалом                             | 31               |                       |                                                       |

#### біг на 110 метрів з бар'єрами (чоловіки)
Не враховує досягнень у приміщенні. Кількість учасників: 40.
| Кваліфікаційний стандарт         | К-ть спортсменів | НОК                                        | Номіновані спортсмени                           |
| -------------------------------- | ---------------- | ------------------------------------------ | ----------------------------------------------- |
| Кваліфікаційний норматив – 13.32 | 3                | Франція (FRA)                              | Вієм Белосян Паскаль Мартіно-Лагард Орель Манга |
| Кваліфікаційний норматив – 13.32 | 3                | Ямайка (JAM)                               | [a]                                             |
| Кваліфікаційний норматив – 13.32 | 3                | США (USA)                                  | [a]                                             |
| Кваліфікаційний норматив – 13.32 | 2                | Бразилія (BRA)                             | Габріел Константіну Eduardo de Deus             |
| Кваліфікаційний норматив – 13.32 | 2                | Японія (JPN)                               | Таіо Канаї Сюня Такаяма                         |
| Кваліфікаційний норматив – 13.32 | 1                | Барбадос (BAR)                             | Шейн Братвейт                                   |
| Кваліфікаційний норматив – 13.32 | 1                | Китай (CHN)                                | Сє Веньцзюнь                                    |
| Кваліфікаційний норматив – 13.32 | 1                | Кіпр (CYP)                                 | Мілан Трайкович                                 |
| Кваліфікаційний норматив – 13.32 | 1                | Фінляндія (FIN)                            | Елмо Лакка                                      |
| Кваліфікаційний норматив – 13.32 | 1                | Велика Британія (GBR)                      | Ендрю Поззі                                     |
| Кваліфікаційний норматив – 13.32 | 1                | Допущені нейтральні атлети (ANA)[Note RUS] | Шубенков Сергій Володимирович                   |
| Кваліфікаційний норматив – 13.32 | 1                | ПАР (RSA)                                  | Антоніо Алкана                                  |
| Кваліфікаційний норматив – 13.32 | 1                | Іспанія (ESP)                              | Орландо Ортега                                  |
| Світовий рейтинг                 | 1                |                                            |                                                 |
| Загалом                          | 40               |                                            |                                                 |

#### біг на 400 метрів з бар'єрами (чоловіки)
Кількість учасників: 40.
| Кваліфікаційний стандарт         | К-ть спортсменів | НОК                                 | Номіновані спортсмени           |
| -------------------------------- | ---------------- | ----------------------------------- | ------------------------------- |
| Кваліфікаційний норматив – 48.90 | 3                | Японія (JPN)                        | [a]                             |
| Кваліфікаційний норматив – 48.90 | 3                | США (USA)                           | [a]                             |
| Кваліфікаційний норматив – 48.90 | 2                | Бразилія (BRA)                      | Алісон Дус Сантус Марсіу Телес  |
| Кваліфікаційний норматив – 48.90 | 2                | Ямайка (JAM)                        | Leonardo Ledgister Кемар Моватт |
| Кваліфікаційний норматив – 48.90 | 1                | Алжир (ALG)                         | Абдельмалік Лагулу              |
| Кваліфікаційний норматив – 48.90 | 1                | Британські Віргінські Острови (IVB) | Кайрон Макмастер                |
| Кваліфікаційний норматив – 48.90 | 1                | Естонія (EST)                       | Расмус Мягі                     |
| Кваліфікаційний норматив – 48.90 | 1                | Франція (FRA)                       | Людві Ваян                      |
| Кваліфікаційний норматив – 48.90 | 1                | Німеччина (GER)                     | Константін Прайс                |
| Кваліфікаційний норматив – 48.90 | 1                | Ірландія (IRL)                      | Томас Барр                      |
| Кваліфікаційний норматив – 48.90 | 1                | Кенія (KEN)                         | Moitalel Mpoke                  |
| Кваліфікаційний норматив – 48.90 | 1                | Норвегія (NOR)                      | Карстен Варгольм                |
| Кваліфікаційний норматив – 48.90 | 1                | Польща (POL)                        | Патрік Добек                    |
| Кваліфікаційний норматив – 48.90 | 1                | Катар (QAT)                         | Абдеррахман Самба               |
| Кваліфікаційний норматив – 48.90 | 1                | ПАР (RSA)                           | Соквахана Зазіні                |
| Кваліфікаційний норматив – 48.90 | 1                | Туреччина (TUR)                     | Ясмані Копелло                  |
| Світовий рейтинг                 | 1                |                                     |                                 |
| Загалом                          | 40               |                                     |                                 |

#### біг на 3000 метрів з перешкодами (чоловіки)
Кількість учасників: 45.
| Кваліфікаційний стандарт           | К-ть спортсменів | НОК                   | Номіновані спортсмени                                    |
| ---------------------------------- | ---------------- | --------------------- | -------------------------------------------------------- |
| Кваліфікаційний норматив – 8:22.00 | 3                | Ефіопія (ETH)         | Хайлемаріам Амаре Абрхам Сіме Бікіла Тадесе Такеле       |
| Кваліфікаційний норматив – 8:22.00 | 3                | Франція (FRA)         | [a]                                                      |
| Кваліфікаційний норматив – 8:22.00 | 3                | Кенія (KEN)           | Леонард Бетт Авраам Кібівот Бенджамін Кіген              |
| Кваліфікаційний норматив – 8:22.00 | 3                | Марокко (MAR)         | Абделькарім Бен Захра Суф'ян ель Баккалі Мохамед Тіндуфт |
| Кваліфікаційний норматив – 8:22.00 | 3                | Іспанія (ESP)         | [a]                                                      |
| Кваліфікаційний норматив – 8:22.00 | 3                | США (USA)             | [a]                                                      |
| Кваліфікаційний норматив – 8:22.00 | 2                | Алжир (ALG)           | Хішам Бушіша Білаль Табті                                |
| Кваліфікаційний норматив – 8:22.00 | 2                | Велика Британія (GBR) | Філ Норман Зак Седдон                                    |
| Кваліфікаційний норматив – 8:22.00 | 2                | Італія (ITA)          | Ахмед Абдельвахед Осама Зогламі                          |
| Кваліфікаційний норматив – 8:22.00 | 2                | Швеція (SWE)          | Еміль Бломберг Сімон Сундстрем                           |
| Кваліфікаційний норматив – 8:22.00 | 1                | Бахрейн (BRN)         | Джон Кібет Коеч                                          |
| Кваліфікаційний норматив – 8:22.00 | 1                | Канада (CAN)          | Метью Г'юз                                               |
| Кваліфікаційний норматив – 8:22.00 | 1                | Данія (DEN)           | Оле Хессельб'єрг                                         |
| Кваліфікаційний норматив – 8:22.00 | 1                | Еритрея (ERI)         | Ємане Хаілеселассіе                                      |
| Кваліфікаційний норматив – 8:22.00 | 1                | Фінляндія (FIN)       | Топі Райтанен                                            |
| Кваліфікаційний норматив – 8:22.00 | 1                | Індія (IND)           | Авінаш Сабле                                             |
| Кваліфікаційний норматив – 8:22.00 | 1                | Японія (JPN)          | Рюдзі Міура                                              |
| Кваліфікаційний норматив – 8:22.00 | 1                | Уганда (UGA)          | Альберт Чемутай                                          |
| Світовий рейтинг                   | 1                |                       |                                                          |
| Загалом                            | 45               |                       |                                                          |

### Жіночі дисципліни на треку

#### біг на 100 метрів (жінки)
Не враховує досягнень у приміщенні
| Кваліфікаційний стандарт         | К-ть спортсменів | НОК                     | Номіновані спортсмени                          |
| -------------------------------- | ---------------- | ----------------------- | ---------------------------------------------- |
| Кваліфікаційний норматив – 11.15 | 3                | Китай (CHN)             | Ґе Маньці Лян Сяоцзин Вей Юнлі                 |
| Кваліфікаційний норматив – 11.15 | 3                | Німеччина (GER)         | [a]                                            |
| Кваліфікаційний норматив – 11.15 | 3                | Велика Британія (GBR)   | [a]                                            |
| Кваліфікаційний норматив – 11.15 | 3                | Ямайка (JAM)            | [a]                                            |
| Кваліфікаційний норматив – 11.15 | 3                | США (USA)               | Тіна Деніелс Джав'ян Олівер Ша'Каррі Річардсон |
| Кваліфікаційний норматив – 11.15 | 2                | Кот-д'Івуар (CIV)       | Мюріель Ауре Марі-Жозе Та Лу                   |
| Кваліфікаційний норматив – 11.15 | 2                | Нідерланди (NED)        | Дафне Схіперс Нзубечі Ґрасе Нвокоча            |
| Кваліфікаційний норматив – 11.15 | 2                | Нігерія (NGR)           | Нзубечі Ґрасе Нвокоча Блессінґ Окаґбаре        |
| Кваліфікаційний норматив – 11.15 | 2                | ПАР (RSA)               | Каріна Хорн Тебоґо Мамату                      |
| Кваліфікаційний норматив – 11.15 | 2                | Швейцарія (SUI)         | Муджинга Камбунджі Саломе Кора                 |
| Кваліфікаційний норматив – 11.15 | 2                | Тринідад і Тобаго (TTO) | Мішель-Лі Ах'є Келлі-Енн Баптіст               |
| Кваліфікаційний норматив – 11.15 | 1                | Багамські Острови (BAH) | Тайнія Гейтер                                  |
| Кваліфікаційний норматив – 11.15 | 1                | Барбадос (BAR)          | Трістан Евелін                                 |
| Кваліфікаційний норматив – 11.15 | 1                | Болгарія (BUL)          | Івет Лалова-Колліо                             |
| Кваліфікаційний норматив – 11.15 | 1                | Гамбія (GAM)            | Джина Басс                                     |
| Кваліфікаційний норматив – 11.15 | 1                | Польща (POL)            | Ева Свобода                                    |
| Кваліфікаційний норматив – 11.15 | 1                | Замбія (ZAM)            | Рода Нжобву                                    |
| Світовий рейтинг                 | 1                |                         |                                                |
| Загалом                          | 56               |                         |                                                |

#### біг на 200 метрів (жінки)
| Кваліфікаційний стандарт         | К-ть спортсменів | НОК                     | Номіновані спортсмени                                 |
| -------------------------------- | ---------------- | ----------------------- | ----------------------------------------------------- |
| Кваліфікаційний норматив – 22.80 | 3                | Багамські Острови (BAH) | Бріанн Бетель Тайнія Гейтер Шона Міллер-Уйбо          |
| Кваліфікаційний норматив – 22.80 | 3                | Велика Британія (GBR)   | [a]                                                   |
| Кваліфікаційний норматив – 22.80 | 3                | Ямайка (JAM)            | [a]                                                   |
| Кваліфікаційний норматив – 22.80 | 3                | Нігерія (NGR)           | Nzubechi Grace Nwokocha Фавур Офілі Блессінґ Окаґбаре |
| Кваліфікаційний норматив – 22.80 | 3                | США (USA)               | [a]                                                   |
| Кваліфікаційний норматив – 22.80 | 2                | Німеччина (GER)         | Ліза-Марі Кває Тетяна Пінто                           |
| Кваліфікаційний норматив – 22.80 | 2                | Намібія (NAM)           | Беатріс Масілінгі Крістін Мбома                       |
| Кваліфікаційний норматив – 22.80 | 1                | Австралія (AUS)         | Райлі Дей                                             |
| Кваліфікаційний норматив – 22.80 | 1                | Бахрейн (BRN)           | Сальва Насер                                          |
| Кваліфікаційний норматив – 22.80 | 1                | Білорусь (BLR)          | Krystsina Tsimanouskaya                               |
| Кваліфікаційний норматив – 22.80 | 1                | Бельгія (BEL)           | Синтія Болінго                                        |
| Кваліфікаційний норматив – 22.80 | 1                | Бразилія (BRA)          | Віторія Крістіна Роса                                 |
| Кваліфікаційний норматив – 22.80 | 1                | Болгарія (BUL)          | Івет Лалова-Колліо                                    |
| Кваліфікаційний норматив – 22.80 | 1                | Канада (CAN)            | Крістал Еммануель                                     |
| Кваліфікаційний норматив – 22.80 | 1                | Франція (FRA)           | Жеміма Жозеф                                          |
| Кваліфікаційний норматив – 22.80 | 1                | Гамбія (GAM)            | Джина Басс                                            |
| Кваліфікаційний норматив – 22.80 | 1                | Ірак (IRQ)              | Dana Hussain                                          |
| Кваліфікаційний норматив – 22.80 | 1                | Кот-д'Івуар (CIV)       | Марі-Жозе Та Лу                                       |
| Кваліфікаційний норматив – 22.80 | 1                | Нідерланди (NED)        | Дафне Схіперс                                         |
| Кваліфікаційний норматив – 22.80 | 1                | Нігер (NIG)             | Амінату Сейні                                         |
| Кваліфікаційний норматив – 22.80 | 1                | Пуерто-Рико (PUR)       | Жасмін Камачо-Квінн                                   |
| Кваліфікаційний норматив – 22.80 | 1                | Словенія (SLO)          | Майя Міхалінець                                       |
| Кваліфікаційний норматив – 22.80 | 1                | Швейцарія (SUI)         | Муджинга Камбунджі                                    |
| Кваліфікаційний норматив – 22.80 | 1                | Таджикистан (TJK)       | Гульсумбі Шаріфова                                    |
| Кваліфікаційний норматив – 22.80 | 1                | Замбія (ZAM)            | Рода Нжобву                                           |
| Світовий рейтинг                 | 1                |                         |                                                       |
| Загалом                          | 57               |                         |                                                       |

#### біг на 400 метрів (жінки)
| Кваліфікаційний стандарт         | К-ть спортсменів | НОК                                                    | Номіновані спортсмени                                     |
| -------------------------------- | ---------------- | ------------------------------------------------------ | --------------------------------------------------------- |
| Кваліфікаційний норматив – 51.35 | 3                | Ботсвана (BOT)                                         | Крістін Ботлогетсве Амантл Монтшо Галефеле Мороко         |
| Кваліфікаційний норматив – 51.35 | 3                | Велика Британія (GBR)                                  | [a]                                                       |
| Кваліфікаційний норматив – 51.35 | 3                | Ямайка (JAM)                                           | [a]                                                       |
| Кваліфікаційний норматив – 51.35 | 3                | Нідерланди (NED)                                       | Фемке Бол Ліке Клавер Лісанне де Вітте                    |
| Кваліфікаційний норматив – 51.35 | 3                | Польща (POL)                                           | Іга Баумгарт-Вітан Наталія Качмарек Юстина Швенти-Ерсетиц |
| Кваліфікаційний норматив – 51.35 | 3                | США (USA)                                              | Еллісон Фелікс Кванера Гейз Вейдлайн Джонатас             |
| Кваліфікаційний норматив – 51.35 | 2                | Канада (CAN)                                           | Кайра Константін Наташа Макдональд                        |
| Кваліфікаційний норматив – 51.35 | 2                | Намібія (NAM)                                          | Беатріс Масілінгі Крістін Мбома                           |
| Кваліфікаційний норматив – 51.35 | 2                | Росія (RUS)[Note RUS] Допущені нейтральні атлети (ANA) | Кривошапка Антоніна Володимирівна Поліна Міллер           |
| Кваліфікаційний норматив – 51.35 | 1                | Австралія (AUS)                                        | Бендере Обоя                                              |
| Кваліфікаційний норматив – 51.35 | 1                | Багамські Острови (BAH)                                | Шона Міллер-Уйбо                                          |
| Кваліфікаційний норматив – 51.35 | 1                | Бахрейн (BRN)                                          | Сальва Насер                                              |
| Кваліфікаційний норматив – 51.35 | 1                | Барбадос (BAR)                                         | Сада Вільямс                                              |
| Кваліфікаційний норматив – 51.35 | 1                | Бельгія (BEL)                                          | Синтія Болінго                                            |
| Кваліфікаційний норматив – 51.35 | 1                | Куба (CUB)                                             | Роксана Гомес                                             |
| Кваліфікаційний норматив – 51.35 | 1                | Кіпр (CYP)                                             | Елені Артімата                                            |
| Кваліфікаційний норматив – 51.35 | 1                | Домініканська Республіка (DOM)                         | Marileidy Paulino                                         |
| Кваліфікаційний норматив – 51.35 | 1                | Франція (FRA)                                          | Амандін Бросьє                                            |
| Кваліфікаційний норматив – 51.35 | 1                | Гренада (GRN)                                          | Мелені Родні                                              |
| Кваліфікаційний норматив – 51.35 | 1                | Гаяна (GUY)                                            | Алія Абрамс                                               |
| Кваліфікаційний норматив – 51.35 | 1                | Кенія (KEN)                                            | Геллен Сьомбуа                                            |
| Кваліфікаційний норматив – 51.35 | 1                | Мексика (MEX)                                          | Паола Моран                                               |
| Кваліфікаційний норматив – 51.35 | 1                | Нігер (NIG)                                            | Амінату Сейні                                             |
| Кваліфікаційний норматив – 51.35 | 1                | Португалія (POR)                                       | Катя Азеведу                                              |
| Кваліфікаційний норматив – 51.35 | 1                | Україна (UKR)                                          | Рижикова Анна Василівна                                   |
| Світовий рейтинг                 | 1                |                                                        |                                                           |
| Загалом                          | 48               |                                                        |                                                           |

#### біг на 800 метрів (жінки)
| Кваліфікаційний стандарт           | К-ть спортсменів | НОК                   | Номіновані спортсмени                                  |
| ---------------------------------- | ---------------- | --------------------- | ------------------------------------------------------ |
| Кваліфікаційний норматив – 1:59.50 | 3                | Ефіопія (ETH)         | Хабітам Алему Верквуха Гетачев Воркнеш Меселе          |
| Кваліфікаційний норматив – 1:59.50 | 3                | Велика Британія (GBR) | [a]                                                    |
| Кваліфікаційний норматив – 1:59.50 | 3                | Кенія (KEN)           | Марі Мораа Емілі Черотіч Туей Юніс Сум                 |
| Кваліфікаційний норматив – 1:59.50 | 3                | США (USA)             | [a]                                                    |
| Кваліфікаційний норматив – 1:59.50 | 2                | Австралія (AUS)       | Катріона Біссет Лінден Голл                            |
| Кваліфікаційний норматив – 1:59.50 | 2                | Канада (CAN)          | Мелісса Бішоп-Нріаґу Gabriela DeBues-Stafford          |
| Кваліфікаційний норматив – 1:59.50 | 2                | Німеччина (GER)       | Крістіна Герінґ Катаріна Трост                         |
| Кваліфікаційний норматив – 1:59.50 | 2                | Уганда (UGA)          | Галіма Накаї Вінні Наньондо                            |
| Кваліфікаційний норматив – 1:59.50 | 2                | Україна (UKR)         | Ляхова Ольга Олександрівна Кроль Наталія Олександрівна |
| Кваліфікаційний норматив – 1:59.50 | 1                | Бахрейн (BHR)         | Неллі Джепкосгеї                                       |
| Кваліфікаційний норматив – 1:59.50 | 1                | Бурунді (BDI)         | Франсін Нійонсаба                                      |
| Кваліфікаційний норматив – 1:59.50 | 1                | Куба (CUB)            | Роза-Марія Алманца                                     |
| Кваліфікаційний норматив – 1:59.50 | 1                | Франція (FRA)         | Ренель Ламот                                           |
| Кваліфікаційний норматив – 1:59.50 | 1                | Ямайка (JAM)          | Найтойя Гоул                                           |
| Кваліфікаційний норматив – 1:59.50 | 1                | ПАР (RSA)             | Кастер Семеня                                          |
| Світовий рейтинг                   | 1                |                       |                                                        |
| Запрошення                         | 1                | Збірна біженців (ROT) | Роуз Натіке Локоньєн                                   |
| Загалом                            | 48               |                       |                                                        |

#### біг на 1500 метрів (жінки)
| Кваліфікаційний стандарт           | К-ть спортсменів | НОК                   | Номіновані спортсмени                        |
| ---------------------------------- | ---------------- | --------------------- | -------------------------------------------- |
| Кваліфікаційний норматив – 4:04.20 | 3                | Ефіопія (ETH)         | Фревейні Хайлу Лемлем Хайлу Дірібе Велтеджи  |
| Кваліфікаційний норматив – 4:04.20 | 3                | Велика Британія (GBR) | [a]                                          |
| Кваліфікаційний норматив – 4:04.20 | 3                | США (USA)             | Гетер Маклін Корі Макґі Еллі Пур'є Сент П'єр |
| Кваліфікаційний норматив – 4:04.20 | 2                | Австралія (AUS)       | Лінден Голл Джессіка Галл                    |
| Кваліфікаційний норматив – 4:04.20 | 2                | Канада (CAN)          | Габріелла Дебю-Стаффорд Наталія Гавторн      |
| Кваліфікаційний норматив – 4:04.20 | 2                | Німеччина (GER)       | Констанце Клостергальфен Ганна Кляйн         |
| Кваліфікаційний норматив – 4:04.20 | 2                | Кенія (KEN)           | Вінні Чебет Фейт Кіп'єгон                    |
| Кваліфікаційний норматив – 4:04.20 | 2                | Уганда (UGA)          | Естер Чебет Вінні Наньондо                   |
| Кваліфікаційний норматив – 4:04.20 | 1                | Білорусь (BLR)        | Дар'я Борисевич                              |
| Кваліфікаційний норматив – 4:04.20 | 1                | Бельгія (BEL)         | Елізе Вандерелст                             |
| Кваліфікаційний норматив – 4:04.20 | 1                | Ірландія (IRL)        | Сієра Мегіен                                 |
| Кваліфікаційний норматив – 4:04.20 | 1                | Марокко (MAR)         | Рабабе Арафі                                 |
| Кваліфікаційний норматив – 4:04.20 | 1                | Нідерланди (NED)      | Сіфан Гассан                                 |
| Кваліфікаційний норматив – 4:04.20 | 1                | Польща (POL)          | Софія Еннауї                                 |
| Кваліфікаційний норматив – 4:04.20 | 1                | Румунія (ROU)         | Клаудія Бобоча                               |
| Кваліфікаційний норматив – 4:04.20 | 1                | Іспанія (ESP)         | Естер Герреро                                |
| Кваліфікаційний норматив – 4:04.20 | 1                | Швеція (SWE)          | Йоланда Нґарамбе                             |
| Світовий рейтинг                   | 1                |                       |                                              |
| Запрошення                         | 1                | Збірна біженців (ROT) | Анжеліна Нада Лохаліт                        |
| Загалом                            | 45               |                       |                                              |

#### біг на 5000 метрів (жінки)
| Кваліфікаційний стандарт            | К-ть спортсменів | НОК                   | Номіновані спортсмени                           |
| ----------------------------------- | ---------------- | --------------------- | ----------------------------------------------- |
| Кваліфікаційний норматив – 15:10.00 | 3                | Австралія (AUS)       | Ісобел Батт-Дойл Роуз Девіс Джессіка Галл       |
| Кваліфікаційний норматив – 15:10.00 | 3                | Канада (CAN)          | [a]                                             |
| Кваліфікаційний норматив – 15:10.00 | 3                | Ефіопія (ETH)         | Еджгаєху Тає Сенбере Тефері Гудаф Цегай         |
| Кваліфікаційний норматив – 15:10.00 | 3                | Німеччина (GER)       | Ганна Кляйн Констанце Клостергальфен Аліна Рех  |
| Кваліфікаційний норматив – 15:10.00 | 3                | Велика Британія (GBR) | [a]                                             |
| Кваліфікаційний норматив – 15:10.00 | 3                | Японія (JPN)          | Ріріка Хіронака Нія Гітомі Нодзомі Танака       |
| Кваліфікаційний норматив – 15:10.00 | 3                | Кенія (KEN)           | Геллен Обірі Ліліан Ренгерук Агнес Джебет Тіроп |
| Кваліфікаційний норматив – 15:10.00 | 3                | Уганда (UGA)          | [a]                                             |
| Кваліфікаційний норматив – 15:10.00 | 3                | США (USA)             | Еліс Кренні Рейчел Шнайдер Карісса Швайцер      |
| Кваліфікаційний норматив – 15:10.00 | 2                | Еритрея (ERI)         | Рахель Даніель Вейні Фрезгі                     |
| Кваліфікаційний норматив – 15:10.00 | 2                | Ізраїль (ISR)         | Лона Салпетер Селамавіт Тефері                  |
| Кваліфікаційний норматив – 15:10.00 | 2                | Нідерланди (NED)      | Сіфан Гассан Діане ван Ес                       |
| Кваліфікаційний норматив – 15:10.00 | 1                | Бахрейн (BRN)         | Калкідан Гезахеньє                              |
| Кваліфікаційний норматив – 15:10.00 | 1                | Бурунді (BDI)         | Франсін Нійонсаба                               |
| Кваліфікаційний норматив – 15:10.00 | 1                | Данія (DEN)           | Анна Меллер                                     |
| Кваліфікаційний норматив – 15:10.00 | 1                | Італія (ITA)          | Надя Баттоклетті                                |
| Кваліфікаційний норматив – 15:10.00 | 1                | Ямайка (JAM)          | Аїша Прот-Лір                                   |
| Кваліфікаційний норматив – 15:10.00 | 1                | Мексика (MEX)         | Лаура Гальван                                   |
| Кваліфікаційний норматив – 15:10.00 | 1                | Марокко (MAR)         | Сігам Гілалі                                    |
| Кваліфікаційний норматив – 15:10.00 | 1                | Нова Зеландія (NZL)   | Камілла Баскомб                                 |
| Кваліфікаційний норматив – 15:10.00 | 1                | Норвегія (NOR)        | Кароліна Гровдаль                               |
| Кваліфікаційний норматив – 15:10.00 | 1                | ПАР (RSA)             | Домінік Скотт                                   |
| Кваліфікаційний норматив – 15:10.00 | 1                | Швеція (SWE)          | Мераф Бахта                                     |
| Кваліфікаційний норматив – 15:10.00 | 1                | Туреччина (TUR)       | Ясмін Джан                                      |
| Світовий рейтинг                    | 1                |                       |                                                 |
| Загалом                             | 42               |                       |                                                 |

#### біг на 10000 метрів (жінки)
| Кваліфікаційний стандарт            | К-ть спортсменів | НОК                   | Номіновані спортсмени                           |
| ----------------------------------- | ---------------- | --------------------- | ----------------------------------------------- |
| Кваліфікаційний норматив – 31:25.00 | 3                | Ефіопія (ETH)         | Цигіє Гебреселама Цегай Гемечу Летесенбет Гідей |
| Кваліфікаційний норматив – 31:25.00 | 3                | Велика Британія (GBR) | Джессіка Джадд Ейліш Макколган Стефані Твелл    |
| Кваліфікаційний норматив – 31:25.00 | 3                | Японія (JPN)          | [a]                                             |
| Кваліфікаційний норматив – 31:25.00 | 3                | Кенія (KEN)           | Шейла Челангат Айрін Чепет Чептаї Геллен Обірі  |
| Кваліфікаційний норматив – 31:25.00 | 3                | США (USA)             | [a]                                             |
| Кваліфікаційний норматив – 31:25.00 | 2                | Австралія (AUS)       | Роуз Девіс Еллі Пашлей                          |
| Кваліфікаційний норматив – 31:25.00 | 2                | Бахрейн (BRN)         | Шитайє Ешете Калкідан Гезахеньє                 |
| Кваліфікаційний норматив – 31:25.00 | 2                | Еритрея (ERI)         | Вейні Фрезгі Дольші Тесфу                       |
| Кваліфікаційний норматив – 31:25.00 | 2                | Німеччина (GER)       | Констанце Клостергальфен Аліна Рех              |
| Кваліфікаційний норматив – 31:25.00 | 2                | Ізраїль (ISR)         | Лона Салпетер Селамавіт Тефері                  |
| Кваліфікаційний норматив – 31:25.00 | 2                | Нідерланди (NED)      | Сіфан Гассан Сюзан Крюмінс                      |
| Кваліфікаційний норматив – 31:25.00 | 2                | Швеція (SWE)          | Мераф Бахта Сара Лахті                          |
| Кваліфікаційний норматив – 31:25.00 | 1                | Бурунді (BDI)         | Франсін Нійонсаба                               |
| Кваліфікаційний норматив – 31:25.00 | 1                | Канада (CAN)          | Андреа Секкаф'єн                                |
| Кваліфікаційний норматив – 31:25.00 | 1                | Нова Зеландія (NZL)   | Камілла Баскомб                                 |
| Кваліфікаційний норматив – 31:25.00 | 1                | Норвегія (NOR)        | Кароліна Гровдаль                               |
| Кваліфікаційний норматив – 31:25.00 | 1                | ПАР (RSA)             | Домінік Скотт                                   |
| Кваліфікаційний норматив – 31:25.00 | 1                | Туреччина (TUR)       | Ясмін Джан                                      |
| Кваліфікаційний норматив – 31:25.00 | 1                | Уганда (UGA)          | Мерсілін Челангат                               |
| Світовий рейтинг                    | 0                |                       |                                                 |
| Загалом                             | 34               |                       |                                                 |

#### біг на 100 метрів з бар'єрами (жінки)
Не враховує досягнень у приміщення
| Кваліфікаційний стандарт         | К-ть спортсменів | НОК                     | Номіновані спортсмени                                |
| -------------------------------- | ---------------- | ----------------------- | ---------------------------------------------------- |
| Кваліфікаційний норматив – 12.84 | 3                | Польща (POL)            | Кароліна Колечек Klaudia Siciarz Пія Скшишовська     |
| Кваліфікаційний норматив – 12.84 | 3                | Ямайка (JAM)            | [a]                                                  |
| Кваліфікаційний норматив – 12.84 | 3                | США (USA)               | Крістіна Клемонс Кендра Гаррісон Бріанна Роллінс     |
| Кваліфікаційний норматив – 12.84 | 2                | Австралія (AUS)         | Елізабет Клей                                        |
| Кваліфікаційний норматив – 12.84 | 2                | Багамські Острови (BAH) | Девайні Чарлтон Педріа Сеймур                        |
| Кваліфікаційний норматив – 12.84 | 2                | Білорусь (BLR)          | Герман Ельвіра Володимирівна Талай Аліна Геннадіївна |
| Кваліфікаційний норматив – 12.84 | 2                | Фінляндія (FIN)         | Реетта Гурске Аннімарі Корте                         |
| Кваліфікаційний норматив – 12.84 | 2                | Франція (FRA)           | Солен Ндама Сірена Самба-Маєла                       |
| Кваліфікаційний норматив – 12.84 | 2                | Велика Британія (GBR)   | Тіффані Портер Сінді Сембер                          |
| Кваліфікаційний норматив – 12.84 | 1                | Коста-Рика (CRC)        | Андреа Варгас                                        |
| Кваліфікаційний норматив – 12.84 | 1                | Німеччина (GER)         | Сінді Роледер                                        |
| Кваліфікаційний норматив – 12.84 | 1                | Угорщина (HUN)          | Лука Козак                                           |
| Кваліфікаційний норматив – 12.84 | 1                | Італія (ITA)            | Luminosa Bogliolo                                    |
| Кваліфікаційний норматив – 12.84 | 1                | Нідерланди (NED)        | Надін Віссер                                         |
| Кваліфікаційний норматив – 12.84 | 1                | Нігерія (NGR)           | Олуватобілоба Амусан                                 |
| Кваліфікаційний норматив – 12.84 | 1                | Пуерто-Рико (PUR)       | Жасмін Камачо-Квінн                                  |
| Світовий рейтинг                 | 1                |                         |                                                      |
| Загалом                          | 40               |                         |                                                      |

#### біг на 400 метрів з бар'єрами (жінки)
| Кваліфікаційний стандарт         | К-ть спортсменів | НОК                   | Номіновані спортсмени                              |
| -------------------------------- | ---------------- | --------------------- | -------------------------------------------------- |
| Кваліфікаційний норматив – 55.40 | 3                | Велика Британія (GBR) | [a]                                                |
| Кваліфікаційний норматив – 55.40 | 3                | Ямайка (JAM)          | [a]                                                |
| Кваліфікаційний норматив – 55.40 | 3                | США (USA)             | [a]                                                |
| Кваліфікаційний норматив – 55.40 | 2                | Бельгія (BEL)         | Ганне Клас Паулін Каукьойт                         |
| Кваліфікаційний норматив – 55.40 | 2                | Італія (ITA)          | Айоміде Фолорунсо Ядіслейді Педросо                |
| Кваліфікаційний норматив – 55.40 | 2                | Україна (UKR)         | Рижикова Анна Василівна Ткачук Вікторія Вікторівна |
| Кваліфікаційний норматив – 55.40 | 1                | Австралія (AUS)       | Сара Карлі                                         |
| Кваліфікаційний норматив – 55.40 | 1                | Бахрейн (BRN)         | Амінат Джамал                                      |
| Кваліфікаційний норматив – 55.40 | 1                | Барбадос (BAR)        | Тіа-Адана Белле                                    |
| Кваліфікаційний норматив – 55.40 | 1                | Канада (CAN)          | Сейдж Вотсон                                       |
| Кваліфікаційний норматив – 55.40 | 1                | Куба (CUB)            | Зуріан Хечаварріа                                  |
| Кваліфікаційний норматив – 55.40 | 1                | Чехія (CZE)           | Зузана Гейнова                                     |
| Кваліфікаційний норматив – 55.40 | 1                | Данія (DEN)           | Сара Петерсен                                      |
| Кваліфікаційний норматив – 55.40 | 1                | Німеччина (GER)       | Кароліна Крафцік                                   |
| Кваліфікаційний норматив – 55.40 | 1                | Нідерланди (NED)      | Фемке Бол                                          |
| Кваліфікаційний норматив – 55.40 | 1                | Норвегія (NOR)        | Амалія Юель                                        |
| Кваліфікаційний норматив – 55.40 | 1                | Панама (PAN)          | Джианна Вудрафф                                    |
| Кваліфікаційний норматив – 55.40 | 1                | Польща (POL)          | Йоанна Лінкевич                                    |
| Кваліфікаційний норматив – 55.40 | 1                | Словаччина (SVK)      | Емма Заплеталова                                   |
| Кваліфікаційний норматив – 55.40 | 1                | ПАР (RSA)             | Венда Нел                                          |
| Кваліфікаційний норматив – 55.40 | 1                | Швейцарія (SUI)       | Леа Шпрунгер                                       |
| Запрошення                       | 1                | В'єтнам (VIE)         | Quách Thị Lan                                      |
| Світовий рейтинг                 | 1                |                       |                                                    |
| Загалом                          | 40               |                       |                                                    |

#### біг на 3000 метрів з перешкодами (жінки)
| Кваліфікаційний стандарт           | К-ть спортсменів | НОК                   | Номіновані спортсмени                                 |
| ---------------------------------- | ---------------- | --------------------- | ----------------------------------------------------- |
| Кваліфікаційний норматив – 9:30.00 | 3                | Ефіопія (ETH)         | Мекідес Абебе Ломі Мулета Зерфе Вондемаген            |
| Кваліфікаційний норматив – 9:30.00 | 3                | Кенія (KEN)           | Беатріс Чепкоеч Хівін Джепкемой П'юріті Черотич Кіруї |
| Кваліфікаційний норматив – 9:30.00 | 3                | США (USA)             | [a]                                                   |
| Кваліфікаційний норматив – 9:30.00 | 2                | Австралія (AUS)       | Amy Cashin Женев'єв Грегсон                           |
| Кваліфікаційний норматив – 9:30.00 | 2                | Велика Британія (GBR) | Елізабет Берд Еймі Пратт                              |
| Кваліфікаційний норматив – 9:30.00 | 2                | Німеччина (GER)       | Геза Краузе Lea Meyer                                 |
| Кваліфікаційний норматив – 9:30.00 | 1                | Албанія (ALB)         | Луїза Гега                                            |
| Кваліфікаційний норматив – 9:30.00 | 1                | Бахрейн (BRN)         | Вінфред Яві                                           |
| Кваліфікаційний норматив – 9:30.00 | 1                | Канада (CAN)          | Женев'єв Лалонд                                       |
| Кваліфікаційний норматив – 9:30.00 | 1                | Китай (CHN)           | Чжан Сінь Янь                                         |
| Кваліфікаційний норматив – 9:30.00 | 1                | Данія (DEN)           | Анна Меллер                                           |
| Кваліфікаційний норматив – 9:30.00 | 1                | Угорщина (HUN)        | Зіта Качер                                            |
| Кваліфікаційний норматив – 9:30.00 | 1                | Ірландія (IRL)        | Мішель Фінн                                           |
| Кваліфікаційний норматив – 9:30.00 | 1                | Нідерланди (NED)      | Ірене ван дер Рейкен                                  |
| Кваліфікаційний норматив – 9:30.00 | 1                | Норвегія (NOR)        | Кароліна Гровдаль                                     |
| Кваліфікаційний норматив – 9:30.00 | 1                | Росія (RUS)[Note RUS] | Ольга Вовк                                            |
| Кваліфікаційний норматив – 9:30.00 | 1                | Словенія (SLO)        | Маруша Мішмаш                                         |
| Кваліфікаційний норматив – 9:30.00 | 1                | Іспанія (ESP)         | Ірен Санчес-Ескрібано                                 |
| Кваліфікаційний норматив – 9:30.00 | 1                | Уганда (UGA)          | Перут Чемутай                                         |
| Світовий рейтинг                   | 1                |                       |                                                       |
| Загалом                            | 45               |                       |                                                       |

## Дисципліни на шосе

### Чоловічі дисципліни на шосе

#### марафон (чоловіки)
| Кваліфікаційний стандарт           | К-ть спортсменів | НОК                   | Номіновані спортсмени                                                                |
| ---------------------------------- | ---------------- | --------------------- | ------------------------------------------------------------------------------------ |
| Кваліфікаційний норматив – 2:11:30 | 3                | Австралія (AUS)       | Ліам Адамс Джек Рейнер Бретт Робінсон                                                |
| Кваліфікаційний норматив – 2:11:30 | 3                | Бахрейн (BRN)         | [a]                                                                                  |
| Кваліфікаційний норматив – 2:11:30 | 3                | Бельгія (BEL)         | Башир Абді Dieter Kersten Кун Нарт                                                   |
| Кваліфікаційний норматив – 2:11:30 | 3                | Бразилія (BRA)        | Даніел Шавеш да Сілва Даніел Феррейра ду Насіменту Пауло Роберто Паула               |
| Кваліфікаційний норматив – 2:11:30 | 3                | Канада (CAN)          | Тревор Гофбауер Камерон Левінс Вен Прейснер                                          |
| Кваліфікаційний норматив – 2:11:30 | 3                | Китай (CHN)           | Дун Гоцзянь Пен Цзяньхуа Ян Шаохуей                                                  |
| Кваліфікаційний норматив – 2:11:30 | 3                | Еритрея (ERI)         | [a]                                                                                  |
| Кваліфікаційний норматив – 2:11:30 | 3                | Ефіопія (ETH)         | Леліса Десіса Шура Кітата Сісай Лемма                                                |
| Кваліфікаційний норматив – 2:11:30 | 3                | Франція (FRA)         | Морхад Амдуні Хассан Шаді Ніколас Наварро                                            |
| Кваліфікаційний норматив – 2:11:30 | 3                | Німеччина (GER)       | Аманаль Петрос Гендрік Пфайффер Ріхард Рінгер                                        |
| Кваліфікаційний норматив – 2:11:30 | 3                | Велика Британія (GBR) | Бен Коннор Каллум Гокінс Кріс Томпсон                                                |
| Кваліфікаційний норматив – 2:11:30 | 3                | Ірландія (IRL)        | Пол Поллок Stephen Scullion Кевін Сівард                                             |
| Кваліфікаційний норматив – 2:11:30 | 3                | Ізраїль (ISR)         | Хаїмро Аламе Гірмав Амаре Мару Тефері                                                |
| Кваліфікаційний норматив – 2:11:30 | 3                | Італія (ITA)          | [a]                                                                                  |
| Кваліфікаційний норматив – 2:11:30 | 3                | Японія (JPN)          | Юма Хатторі Сього Накамура Сугуру Осако                                              |
| Кваліфікаційний норматив – 2:11:30 | 3                | Кенія (KEN)           | Лоуренс Чероно Еліуд Кіпчоґе Амос Кіпруто                                            |
| Кваліфікаційний норматив – 2:11:30 | 3                | Мексика (MEX)         | Хесус Артуро Еспарса Хуан Пачеко Хосе Луїс Сантана                                   |
| Кваліфікаційний норматив – 2:11:30 | 3                | Марокко (MAR)         | [a]                                                                                  |
| Кваліфікаційний норматив – 2:11:30 | 3                | Нідерланди (NED)      | Халід Хукуд Абді Нагейє Барт ван Нунен                                               |
| Кваліфікаційний норматив – 2:11:30 | 3                | Польща (POL)          | [a]                                                                                  |
| Кваліфікаційний норматив – 2:11:30 | 3                | ПАР (RSA)             | Елрой Гелант Десмонд Мокгобу Стівен Мокока                                           |
| Кваліфікаційний норматив – 2:11:30 | 3                | Іспанія (ESP)         | [a]                                                                                  |
| Кваліфікаційний норматив – 2:11:30 | 3                | Швеція (SWE)          | Ебба Тулу Шала Мустафа Мохамед Девід Нільссон                                        |
| Кваліфікаційний норматив – 2:11:30 | 3                | Туреччина (TUR)       | Явуз Аграли Полат Арікан Каан Озбілен                                                |
| Кваліфікаційний норматив – 2:11:30 | 3                | Уганда (UGA)          | Felix Chemonges Стівен Кіпротіч Фред Мусобо                                          |
| Кваліфікаційний норматив – 2:11:30 | 3                | Україна (UKR)         | Городиський Богдан-Іван Володимирович Микола Нижник Сітковський Олександр Васильович |
| Кваліфікаційний норматив – 2:11:30 | 3                | США (USA)             | Абді Абдірахман Джейкоб Райлі Гален Рупп                                             |
| Кваліфікаційний норматив – 2:11:30 | 2                | Аргентина (ARG)       | Хоакін Арбе Еулаліо Муньйос                                                          |
| Кваліфікаційний норматив – 2:11:30 | 2                | Австрія (AUT)         | Петер Герцоґ Лемаворк Кетема                                                         |
| Кваліфікаційний норматив – 2:11:30 | 2                | Колумбія (COL)        | Іван Даріо Гонсалес Хейссон Суарес                                                   |
| Кваліфікаційний норматив – 2:11:30 | 2                | Данія (DEN)           | Тейс Нейейс Абді-Хакін Улад                                                          |
| Кваліфікаційний норматив – 2:11:30 | 2                | Естонія (EST)         | Роман Фості Тіідрек Нурме                                                            |
| Кваліфікаційний норматив – 2:11:30 | 2                | Монголія (MGL)        | Tseveenravdangiin Byambajav Бат-Очірин Сер-Од                                        |
| Кваліфікаційний норматив – 2:11:30 | 2                | Нова Зеландія (NZL)   | Малколм Гікс Зейн Робертсон                                                          |
| Кваліфікаційний норматив – 2:11:30 | 2                | Руанда (RWA)          | Джон Хакізімана Фелісьєн Мухітіра                                                    |
| Кваліфікаційний норматив – 2:11:30 | 2                | Південна Корея (KOR)  | Oh Joo-han Сім Чон Соп                                                               |
| Кваліфікаційний норматив – 2:11:30 | 2                | Танзанія (TAN)        | Gabriel Geay Альфонс Сімбу                                                           |
| Кваліфікаційний норматив – 2:11:30 | 1                | Бурунді (BDI)         | Олівє Ірабарута                                                                      |
| Кваліфікаційний норматив – 2:11:30 | 1                | Лесото (LES)          | Khoarahlane Seutloali                                                                |
| Кваліфікаційний норматив – 2:11:30 | 1                | Намібія (NAM)         | Tomas Hilifa Rainhold                                                                |
| Кваліфікаційний норматив – 2:11:30 | 1                | Північна Корея (PRK)  | Ri Kang-bom                                                                          |
| Кваліфікаційний норматив – 2:11:30 | 1                | Норвегія (NOR)        | Сондре Мун                                                                           |
| Кваліфікаційний норматив – 2:11:30 | 1                | Панама (PAN)          | Хорхе Кастельбланко                                                                  |
| Кваліфікаційний норматив – 2:11:30 | 1                | Парагвай (PAR)        | Дерліс Рамон Аяла                                                                    |
| Кваліфікаційний норматив – 2:11:30 | 1                | Перу (PER)            | Крістіан Пачеко                                                                      |
| Кваліфікаційний норматив – 2:11:30 | 1                | Збірна біженців (EOR) | Тахловіні Габрієсос                                                                  |
| Кваліфікаційний норматив – 2:11:30 | 1                | Швейцарія (SUI)       | Тадессе Абрахам                                                                      |
| Кваліфікаційний норматив – 2:11:30 | 1                | Узбекистан (UZB)      | Андрій Петров                                                                        |
| Світовий рейтинг                   | 0                |                       |                                                                                      |
| Загалом                            | 110              |                       |                                                                                      |

#### спортивна ходьба на 20 кілометрів (чоловіки)
Кількість учасників: 60.
| Кваліфікаційний стандарт           | К-ть спортсменів | НОК                                        | Номіновані спортсмени                              |
| ---------------------------------- | ---------------- | ------------------------------------------ | -------------------------------------------------- |
| Кваліфікаційний норматив – 1:21:00 | 3                | Китай (CHN)                                | [a]                                                |
| Кваліфікаційний норматив – 1:21:00 | 3                | Індія (IND)                                | Ірфан Колотхун Тході Сандіп Кумар Рахул Рохіла     |
| Кваліфікаційний норматив – 1:21:00 | 3                | Італія (ITA)                               | [a]                                                |
| Кваліфікаційний норматив – 1:21:00 | 3                | Японія (JPN)                               | [a]                                                |
| Кваліфікаційний норматив – 1:21:00 | 3                | Мексика (MEX)                              | [a]                                                |
| Кваліфікаційний норматив – 1:21:00 | 3                | Іспанія (ESP)                              | [a]                                                |
| Кваліфікаційний норматив – 1:21:00 | 2                | Австралія (AUS)                            | Дейн Берд-Сміт Ридіан Ковлі                        |
| Кваліфікаційний норматив – 1:21:00 | 2                | Бразилія (BRA)                             | Кайо Бонфім Matheus Corrêa                         |
| Кваліфікаційний норматив – 1:21:00 | 2                | Колумбія (COL)                             | Ейдер Аревало Хосе Монтанья                        |
| Кваліфікаційний норматив – 1:21:00 | 2                | Еквадор (ECU)                              | Андрес Чочо Бріан Пінтадо                          |
| Кваліфікаційний норматив – 1:21:00 | 2                | Франція (FRA)                              | Габріель Бордьє Кевін Кампіон                      |
| Кваліфікаційний норматив – 1:21:00 | 2                | Німеччина (GER)                            | Нільс Брембах Крістофер Лінке                      |
| Кваліфікаційний норматив – 1:21:00 | 2                | Велика Британія (GBR)                      | Том Босворт Каллум Вілкінсон                       |
| Кваліфікаційний норматив – 1:21:00 | 2                | Гватемала (GUA)                            | Хосе Алехандро Баррондо Хосе Ортіс                 |
| Кваліфікаційний норматив – 1:21:00 | 2                | Україна (UKR)                              | Лосев Іван Володимирович Забуженко Едуард Ігоревич |
| Кваліфікаційний норматив – 1:21:00 | 1                | Допущені нейтральні атлети (ANA)[Note RUS] | Мізінов Василь Віталійович                         |
| Кваліфікаційний норматив – 1:21:00 | 1                | Ірландія (IRL)                             | Алекс Райт                                         |
| Кваліфікаційний норматив – 1:21:00 | 1                | Казахстан (KAZ)                            | Георгій Шейко                                      |
| Кваліфікаційний норматив – 1:21:00 | 1                | Кенія (KEN)                                | Семюел Ірері Гатімба                               |
| Кваліфікаційний норматив – 1:21:00 | 1                | Литва (LTU)                                | Маріус Жукас                                       |
| Кваліфікаційний норматив – 1:21:00 | 1                | ПАР (RSA)                                  | Вейн Снайман                                       |
| Кваліфікаційний норматив – 1:21:00 | 1                | Південна Корея (KOR)                       | Чхве Бьон Кан                                      |
| Кваліфікаційний норматив – 1:21:00 | 1                | Швеція (SWE)                               | Персеус Карлстрем                                  |
| Кваліфікаційний норматив – 1:21:00 | 1                | Туреччина (TUR)                            | Саліх Коркмаз                                      |
| Світовий рейтинг                   | 1                |                                            |                                                    |
| Загалом                            | 60               |                                            |                                                    |

#### спортивна ходьба на 50 кілометрів (чоловіки)
| Кваліфікаційний стандарт           | К-ть спортсменів | НОК                   | Номіновані спортсмени                                   |
| ---------------------------------- | ---------------- | --------------------- | ------------------------------------------------------- |
| Кваліфікаційний норматив – 3:50:00 | 3                | Китай (CHN)           | [a]                                                     |
| Кваліфікаційний норматив – 3:50:00 | 3                | Німеччина (GER)       | Карл Дохманн Йонатан Гільберт Натаніель Зайлер          |
| Кваліфікаційний норматив – 3:50:00 | 3                | Японія (JPN)          | [a]                                                     |
| Кваліфікаційний норматив – 3:50:00 | 3                | Італія (ITA)          | Андреа Агрусті Теодоріко Капоразо Стефано К'єза         |
| Кваліфікаційний норматив – 3:50:00 | 3                | Польща (POL)          | Рафал Августин Артур Бжозовський Давід Томала           |
| Кваліфікаційний норматив – 3:50:00 | 2                | Колумбія (COL)        | Дієго Пінсон Хорхе Руїс                                 |
| Кваліфікаційний норматив – 3:50:00 | 2                | Еквадор (ECU)         | Андрес Чочо Клаудіо Вільянуева                          |
| Кваліфікаційний норматив – 3:50:00 | 2                | Фінляндія (FIN)       | Алексі Ояла Аку Партанен                                |
| Кваліфікаційний норматив – 3:50:00 | 2                | Гватемала (GUA)       | Бернардо Уріель Баррондо Луїс Анхель Санчес             |
| Кваліфікаційний норматив – 3:50:00 | 2                | Мексика (MEX)         | Ісаак Пальма Орасіо Нава                                |
| Кваліфікаційний норматив – 3:50:00 | 2                | Іспанія (ESP)         | Луїс Мануель Корчете Марк Тур                           |
| Кваліфікаційний норматив – 3:50:00 | 2                | Україна (UKR)         | Банзерук Іван Миколайович Закальницький Мар'ян Ігорович |
| Кваліфікаційний норматив – 3:50:00 | 1                | Білорусь (BLR)        | Дмитро Дюбін                                            |
| Кваліфікаційний норматив – 3:50:00 | 1                | Канада (CAN)          | Еван Данфі                                              |
| Кваліфікаційний норматив – 3:50:00 | 1                | Франція (FRA)         | Йоанн Діні                                              |
| Кваліфікаційний норматив – 3:50:00 | 1                | Ірландія (IRL)        | Брендан Бойс                                            |
| Кваліфікаційний норматив – 3:50:00 | 1                | Литва (LTU)           | Астурас Мастяніца                                       |
| Кваліфікаційний норматив – 3:50:00 | 1                | Нова Зеландія (NZL)   | Квентін Р'ю                                             |
| Кваліфікаційний норматив – 3:50:00 | 1                | Норвегія (NOR)        | Говард Гаукенес                                         |
| Кваліфікаційний норматив – 3:50:00 | 1                | Португалія (POR)      | Жуан Вієйра                                             |
| Кваліфікаційний норматив – 3:50:00 | 1                | Словаччина (SVK)      | Матей Тот                                               |
| World ranking                      | 2                | Угорщина (HUN)        | Бенце Веньєрчан Мате Гелебарандт                        |
| World ranking                      | 2                | Чехія (CZE)           | Віт Главач Лукаш Гдула                                  |
| World ranking                      | 2                | Латвія (LAT)          | Арніс Румбенієкс Русланс Смолонскіс                     |
| World ranking                      | 2                | Велика Британія (GBR) | Камерон Корбішлі Домінік Кінґ                           |
| World ranking                      | 1                | Мексика (MEX)         | José Leyver                                             |
| World ranking                      | 1                | Колумбія (COL)        | Хосе Монтанья                                           |
| World ranking                      | 1                | Фінляндія (FIN)       | Яркко Кіннунен                                          |
| World ranking                      | 1                | Гватемала (GUA)       | Ерік Бернабе Баррондо                                   |
| World ranking                      | 1                | Канада (CAN)          | Матьє Білодо                                            |
| World ranking                      | 1                | Ірландія (IRL)        | Алекс Райт                                              |
| World ranking                      | 1                | Словаччина (SVK)      | Міхал Морвай                                            |
| World ranking                      | 1                | Іспанія (ESP)         | Хесус Анхель Гарсія                                     |
| World ranking                      | 1                | Україна (UKR)         | Главан Ігор Костянтинович                               |
| World ranking                      | 1                | Австралія (AUS)       | Ридіан Ковлі                                            |
| World ranking                      | 1                | Бразилія (BRA)        | Кайо Бонфім                                             |
| World ranking                      | 1                | Греція (GRE)          | Александрос Папаміхаіл                                  |
| World ranking                      | 1                | Румунія (ROM)         | Маріус Кочіоран                                         |
| World ranking                      | 1                | ПАР (RSA)             | Марк Манделл                                            |
| Загалом                            | 60               |                       |                                                         |

### Жіночі дисципліни на шосе

#### марафон (жінки)
| Кваліфікаційний стандарт           | К-ть спортсменів | НОК                                                    | Номіновані спортсмени                                   |
| ---------------------------------- | ---------------- | ------------------------------------------------------ | ------------------------------------------------------- |
| Кваліфікаційний норматив – 2:29:30 | 3                | Австралія (AUS)                                        | Шинейд Дайвер Еллі Пашлей Ліза Джейн Вейтман            |
| Кваліфікаційний норматив – 2:29:30 | 3                | Бахрейн (BRN)                                          | [a]                                                     |
| Кваліфікаційний норматив – 2:29:30 | 3                | Білорусь (BLR)                                         | Анастасія Іванова Ольга Мазуренок Ніна Савіна           |
| Кваліфікаційний норматив – 2:29:30 | 3                | Канада (CAN)                                           | Малінді Елмор Дайна Підгорескі Наташа Водак             |
| Кваліфікаційний норматив – 2:29:30 | 3                | Китай (CHN)                                            | Бай Лі Лі Чжисюань Чжан Дешунь                          |
| Кваліфікаційний норматив – 2:29:30 | 3                | Чехія (CZE)                                            | [a]                                                     |
| Кваліфікаційний норматив – 2:29:30 | 3                | Ефіопія (ETH)                                          | Бірхане Дібаба Роза Дередже Тігіст Гірма                |
| Кваліфікаційний норматив – 2:29:30 | 3                | Німеччина (GER)                                        | Мелат Кеджета Дебора Шенеборн Катаріна Штайнрук         |
| Кваліфікаційний норматив – 2:29:30 | 3                | Велика Британія (GBR)                                  | Стефані Девіс Джесс П'ясецкі Стефані Твелл              |
| Кваліфікаційний норматив – 2:29:30 | 3                | Японія (JPN)                                           | Мао Ітіяма Honami Maeda Аюко Судзукі                    |
| Кваліфікаційний норматив – 2:29:30 | 3                | Кенія (KEN)                                            | Рут Чепнгетіч Перес Джепчірчір Бріджит Косгеї           |
| Кваліфікаційний норматив – 2:29:30 | 3                | Киргизстан (KGZ)                                       | Юлія Андреєва Марія Коробицька Дарія Маслова            |
| Кваліфікаційний норматив – 2:29:30 | 3                | Мексика (MEX)                                          | Андреа Рамірес Лімон Урсула Санчес Даніела Торрес Уерта |
| Кваліфікаційний норматив – 2:29:30 | 3                | Марокко (MAR)                                          | Ркія Ель Мукім Суад Канбучія Маджида Мааюф              |
| Кваліфікаційний норматив – 2:29:30 | 3                | Північна Корея (PRK)                                   | Jo Un-ok Kim Ji-hyang Ri Kwang-ok                       |
| Кваліфікаційний норматив – 2:29:30 | 3                | Польща (POL)                                           | [a]                                                     |
| Кваліфікаційний норматив – 2:29:30 | 3                | Португалія (POR)                                       | Сара Морейра Катаріна Рібейру Карла Роша                |
| Кваліфікаційний норматив – 2:29:30 | 3                | Іспанія (ESP)                                          | Марта Галімані Елена Лойо Лаура Мендес Ескер            |
| Кваліфікаційний норматив – 2:29:30 | 3                | Швеція (SWE)                                           | Кароліна Вікстрем Шарлотта Фугберг Ганна Ліндгольм      |
| Кваліфікаційний норматив – 2:29:30 | 3                | Україна (UKR)                                          | [a]                                                     |
| Кваліфікаційний норматив – 2:29:30 | 3                | США (USA)                                              | Саллі Кіп'єго Моллі Сейдел Аліфін Туліамук              |
| Кваліфікаційний норматив – 2:29:30 | 2                | Бельгія (BEL)                                          | Міке Ґоріссен Ганне Вербрюґґен                          |
| Кваліфікаційний норматив – 2:29:30 | 2                | Хорватія (CRO)                                         | Bojana Bjeljac Матея Парлов Коштро                      |
| Кваліфікаційний норматив – 2:29:30 | 2                | Еквадор (ECU)                                          | Андреа Бонілья Роза Чача                                |
| Кваліфікаційний норматив – 2:29:30 | 2                | Еритрея (ERI)                                          | Кокоб Тесфагабер Соломон Назрет Вельду                  |
| Кваліфікаційний норматив – 2:29:30 | 2                | Ірландія (IRL)                                         | Aoife Cooke Фіоннуала Маккормак                         |
| Кваліфікаційний норматив – 2:29:30 | 2                | Ізраїль (ISR)                                          | Лона Салпетер Маор Тійорі                               |
| Кваліфікаційний норматив – 2:29:30 | 2                | Італія (ITA)                                           | Сара Доссена Джованна Епіс                              |
| Кваліфікаційний норматив – 2:29:30 | 2                | Нідерланди (NED)                                       | Андреа Деелстра Їл Голтерман                            |
| Кваліфікаційний норматив – 2:29:30 | 2                | Перу (PER)                                             | Йована де ла Крус Гледіс Техеда                         |
| Кваліфікаційний норматив – 2:29:30 | 2                | Росія (RUS)[Note RUS] Допущені нейтральні атлети (ANA) | Марина Ковальова Сардана Трофімова                      |
| Кваліфікаційний норматив – 2:29:30 | 2                | ПАР (RSA)                                              | Ґерда Стейн Ірветт ван Зіл                              |
| Кваліфікаційний норматив – 2:29:30 | 2                | Південна Корея (KOR)                                   | Ahn Seul-ki Choi Kyung-sun                              |
| Кваліфікаційний норматив – 2:29:30 | 2                | Швейцарія (SUI)                                        | Фаб'єнн Щлумф Мартіна Штраль                            |
| Кваліфікаційний норматив – 2:29:30 | 2                | Уганда (UGA)                                           | Джулієт Чеквел Іммакулате Чемутаї                       |
| Кваліфікаційний норматив – 2:29:30 | 1                | Аргентина (ARG)                                        | Марсела Крістіна Гомес                                  |
| Кваліфікаційний норматив – 2:29:30 | 1                | Колумбія (COL)                                         | Анхі Орхуела                                            |
| Кваліфікаційний норматив – 2:29:30 | 1                | Франція (FRA)                                          | Susan Jeptooo Kipsang                                   |
| Кваліфікаційний норматив – 2:29:30 | 1                | Казахстан (KAZ)                                        | Жанна Мамажанова                                        |
| Кваліфікаційний норматив – 2:29:30 | 1                | Лесото (LES)                                           | Нехенг Хатала                                           |
| Кваліфікаційний норматив – 2:29:30 | 1                | Молдова (MDA)                                          | Лілія Фіськович                                         |
| Кваліфікаційний норматив – 2:29:30 | 1                | Монголія (MGL)                                         | Мункзая Баярцогт                                        |
| Кваліфікаційний норматив – 2:29:30 | 1                | Намібія (NAM)                                          | Гелалія Йоганнес                                        |
| Кваліфікаційний норматив – 2:29:30 | 1                | Нова Зеландія (NZL)                                    | Еліс Мейсон                                             |
| Кваліфікаційний норматив – 2:29:30 | 1                | Танзанія (TAN)                                         | Файлуна Матанга                                         |
| Кваліфікаційний норматив – 2:29:30 | 1                | Туреччина (TUR)                                        | Мер'єм Ердоган                                          |
| Кваліфікаційний норматив – 2:29:30 | 1                | Узбекистан (UZB)                                       | Катерина Тунгускова                                     |
| Світовий рейтинг                   | 0                |                                                        |                                                         |
| Запрошення                         | 1                | Ліван (LBN)                                            | Шірін Нджейм                                            |
| Запрошення                         | 1                | Соломонові Острови (SOL)                               | Шерон Фірісуа                                           |
| Загалом                            | 103              |                                                        |                                                         |

#### спортивна ходьба на 20 кілометрів (жінки)
| Кваліфікаційний стандарт           | К-ть спортсменів | НОК                                                    | Номіновані спортсмени                          |
| ---------------------------------- | ---------------- | ------------------------------------------------------ | ---------------------------------------------- |
| Кваліфікаційний норматив – 1:31:00 | 3                | Китай (CHN)                                            | [a]                                            |
| Кваліфікаційний норматив – 1:31:00 | 3                | Еквадор (ECU)                                          | Карла Харамільйо Гленда Морехон Паола Перес    |
| Кваліфікаційний норматив – 1:31:00 | 3                | Італія (ITA)                                           | [a]                                            |
| Кваліфікаційний норматив – 1:31:00 | 3                | Мексика (MEX)                                          | Алегна Гонсалес Ільсе Герреро Валерія Ортуньйо |
| Кваліфікаційний норматив – 1:31:00 | 3                | Росія (RUS)[Note RUS] Допущені нейтральні атлети (ANA) | [a] Ельвіра Хасанова                           |
| Кваліфікаційний норматив – 1:31:00 | 3                | Іспанія (ESP)                                          | Лаура Гарсія-Каро Ракель Гонсалес Марія Перес  |
| Кваліфікаційний норматив – 1:31:00 | 3                | Україна (UKR)                                          | [a]                                            |
| Кваліфікаційний норматив – 1:31:00 | 2                | Австралія (AUS)                                        | Кеті Гейворд Джеміма Монтаґ                    |
| Кваліфікаційний норматив – 1:31:00 | 2                | Білорусь (BLR)                                         | Viktoryia Rashchupkina Ганна Терлюкевич        |
| Кваліфікаційний норматив – 1:31:00 | 2                | Колумбія (COL)                                         | Сандра Аренас Сандра Галвіс                    |
| Кваліфікаційний норматив – 1:31:00 | 2                | Гватемала (GUA)                                        | Майра Еррера Мірна Ортіс                       |
| Кваліфікаційний норматив – 1:31:00 | 2                | Індія (IND)                                            | Пріянка Госвамі Бхавна Джат                    |
| Кваліфікаційний норматив – 1:31:00 | 2                | Японія (JPN)                                           | Фудзії Нанако Куміко Окада                     |
| Кваліфікаційний норматив – 1:31:00 | 2 1              | Литва (LTU)                                            | Живіле Вайцюкевічуте Brigita Virbalytė         |
| Кваліфікаційний норматив – 1:31:00 | 2                | Перу (PER)                                             | Марі Лус Андія Кімберлі Гарсія                 |
| Кваліфікаційний норматив – 1:31:00 | 2                | Туреччина (TUR)                                        | Мер'єм Бекмез Айше Текдаль                     |
| Кваліфікаційний норматив – 1:31:00 | 1                | Бразилія (BRA)                                         | Еріка де Сена                                  |
| Кваліфікаційний норматив – 1:31:00 | 1                | Коста-Рика (CRC)                                       | Ноелія Варгас                                  |
| Кваліфікаційний норматив – 1:31:00 | 1                | Чехія (CZE)                                            | Tereza Ďurdiaková                              |
| Кваліфікаційний норматив – 1:31:00 | 1                | Німеччина (GER)                                        | Саскія Файґе                                   |
| Кваліфікаційний норматив – 1:31:00 | 1                | Греція (GRE)                                           | Антігоні Дрісбіоті                             |
| Кваліфікаційний норматив – 1:31:00 | 1                | Казахстан (KAZ)                                        | Айман Ратова                                   |
| Кваліфікаційний норматив – 1:31:00 | 1                | Кенія (KEN)                                            | Emily Wamusyi Ngii                             |
| Кваліфікаційний норматив – 1:31:00 | 1                | Польща (POL)                                           | Катажина Здзебло                               |
| Кваліфікаційний норматив – 1:31:00 | 1                | Португалія (POR)                                       | Ана Кебесінья                                  |
| Світовий рейтинг                   | 1                |                                                        |                                                |
| Загалом                            | 60               |                                                        |                                                |

## Дисципліни на полі

### Чоловічі дисципліни на полі

#### стрибки у висоту (чоловіки)
Кількість учасників: 32.
| Кваліфікаційний стандарт        | К-ть спортсменів | НОК                                        | Номіновані спортсмени                             |
| ------------------------------- | ---------------- | ------------------------------------------ | ------------------------------------------------- |
| Кваліфікаційний норматив – 2.33 | 3                | США (USA)                                  | [a]                                               |
| Кваліфікаційний норматив – 2.33 | 2                | Допущені нейтральні атлети (ANA)[Note RUS] | Акіменко Михайло Сергійович Іванюк Ілля Дмитрович |
| Кваліфікаційний норматив – 2.33 | 2                | Італія (ITA)                               | Стефано Соттіле Джанмарко Тамбері                 |
| Кваліфікаційний норматив – 2.33 | 1                | Австралія (AUS)                            | Брендон Старк                                     |
| Кваліфікаційний норматив – 2.33 | 1                | Багамські Острови (BAH)                    | Джамал Вілсон                                     |
| Кваліфікаційний норматив – 2.33 | 1                | Білорусь (BLR)                             | Максим Недосеков                                  |
| Кваліфікаційний норматив – 2.33 | 1                | Куба (CUB)                                 | Луїс Енріке Заяс                                  |
| Кваліфікаційний норматив – 2.33 | 1                | Велика Британія (GBR)                      | Том Ґейл                                          |
| Кваліфікаційний норматив – 2.33 | 1                | Катар (QAT)                                | Мутаз Есса Баршим                                 |
| Кваліфікаційний норматив – 2.33 | 1                | Швейцарія (SUI)                            | Loïc Gasch                                        |
| Кваліфікаційний норматив – 2.33 | 1                | Україна (UKR)                              | Проценко Андрій Олексійович                       |
| Світовий рейтинг                | 1                |                                            |                                                   |
| Загалом                         | 32               |                                            |                                                   |

#### стрибки з жердиною (чоловіки)
Кількість учасників: 32.
| Кваліфікаційний стандарт        | К-ть спортсменів      | НОК                                             | Номіновані спортсмени |
| ------------------------------- | --------------------- | ----------------------------------------------- | --------------------- |
| Кваліфікаційний норматив – 5.80 |                       |                                                 |                       |
| 3                               | Франція (FRA)         | Ethan Cormont Рено Лавіллені Валентан Лавіллені |                       |
| 3                               | Німеччина (GER)       | Торбен Блех Рафаель Гольцдеппе Олеґ Цернікель   |                       |
| 3                               | США (USA)             | Сем Кендрікс Кейсі Лайтфут Кріс Нілсен          |                       |
| 2                               | Бразилія (BRA)        | Тьягу Брас да Сілва Аугусту Дутра               |                       |
| 2                               | Польща (POL)          | Пйотр Лісек Павел Войцеховський                 |                       |
| 1                               | Австралія (AUS)       | Кертіс Маршалл                                  |                       |
| 1                               | Бельгія (BEL)         | Бен Брудерс                                     |                       |
| 1                               | Велика Британія (GBR) | Harry Coppell                                   |                       |
| 1                               | Нідерланди (NED)      | Менно Влон                                      |                       |
| 1                               | Норвегія (NOR)        | Сондре Ґуттормсен                               |                       |
| 1                               | Філіппіни (PHI)       | Ернест Обіена                                   |                       |
| 1                               | Росія (RUS)[Note RUS] | Тимур Моргунов                                  |                       |
| 1                               | Південна Корея (KOR)  | Jin Min-sub                                     |                       |
| 1                               | Швеція (SWE)          | Арман Дюплантіс                                 |                       |
| 1                               | Туреччина (TUR)       | Ерсу Шашма                                      |                       |
| Світовий рейтинг                | 1                     |                                                 |                       |
| Загалом                         | 32                    |                                                 |                       |

#### стрибки в довжину (чоловіки)
Кількість учасників: 32.
| Кваліфікаційний стандарт        | К-ть спортсменів | НОК                     | Номіновані спортсмени                             |
| ------------------------------- | ---------------- | ----------------------- | ------------------------------------------------- |
| Кваліфікаційний норматив – 8.22 | 3                | Китай (CHN)             | Гао Сінлун Хуан Чанджоу Чжан Яогуан               |
| Кваліфікаційний норматив – 8.22 | 3                | Куба (CUB)              | Хуан Мігель Ечеваррія Лестер Лескай Майкель Массо |
| Кваліфікаційний норматив – 8.22 | 3                | Японія (JPN)            | Хасіока Юкі Сірояма Сьотаро Цуха Хібікі           |
| Кваліфікаційний норматив – 8.22 | 3                | США (USA)               | [a]                                               |
| Кваліфікаційний норматив – 8.22 | 2                | Ямайка (JAM)            | Таджей Гейл Кері Маклеод                          |
| Кваліфікаційний норматив – 8.22 | 2                | ПАР (RSA)               | Чесвіл Джонсон Луво Маньонга Рушвал Самааі        |
| Кваліфікаційний норматив – 8.22 | 1                | Бразилія (BRA)          | Саморі Фрага                                      |
| Кваліфікаційний норматив – 8.22 | 1                | Канада (CAN)            | Даміан Ворнер                                     |
| Кваліфікаційний норматив – 8.22 | 1                | Фінляндія (FIN)         | Крістіан Пуллі                                    |
| Кваліфікаційний норматив – 8.22 | 1                | Греція (GRE)            | Мільтіадіс Тентоглу                               |
| Кваліфікаційний норматив – 8.22 | 1                | Індія (IND)             | Муралі Срішанкар                                  |
| Кваліфікаційний норматив – 8.22 | 1                | Швеція (SWE)            | Тобіас Монтлер                                    |
| Кваліфікаційний норматив – 8.22 | 1                | Тринідад і Тобаго (TTO) | Андвуелль Райт                                    |
| Світовий рейтинг                | 1                |                         |                                                   |
| Загалом                         | 32               |                         |                                                   |

#### потрійний стрибок (чоловіки)
Кількість учасників: 32.
| Кваліфікаційний стандарт         | К-ть спортсменів | НОК                   | Номіновані спортсмени                         |
| -------------------------------- | ---------------- | --------------------- | --------------------------------------------- |
| Кваліфікаційний норматив – 17.14 | 3                | Китай (CHN)           | Фан Яоцин У Жуйтін Чжу Ямін                   |
| Кваліфікаційний норматив – 17.14 | 3                | Куба (CUB)            | Анді Діас Хордан Діас Фортун Крістіан Наполес |
| Кваліфікаційний норматив – 17.14 | 3                | США (USA)             | Кріс Бенард Вілл Клей Дональд Скотт           |
| Кваліфікаційний норматив – 17.14 | 2                | Бразилія (BRA)        | Алмір Дус Сантус Александру Мелу              |
| Кваліфікаційний норматив – 17.14 | 2                | Франція (FRA)         | Жан-Марк Понв'ян Мельвін Раффін               |
| Кваліфікаційний норматив – 17.14 | 2                | Італія (ITA)          | Еммануель Іхемеє Андреа Даллавалле            |
| Кваліфікаційний норматив – 17.14 | 1                | Алжир (ALG)           | Яссер Трікі                                   |
| Кваліфікаційний норматив – 17.14 | 1                | Азербайджан (AZE)     | Назім Бабаєв                                  |
| Кваліфікаційний норматив – 17.14 | 1                | Буркіна-Фасо (BUR)    | Уг Фабріс Занго                               |
| Кваліфікаційний норматив – 17.14 | 1                | Грузія (GEO)          | Лаша Гулелаурі                                |
| Кваліфікаційний норматив – 17.14 | 1                | Велика Британія (GBR) | Бен Вільямс                                   |
| Кваліфікаційний норматив – 17.14 | 1                | Ямайка (JAM)          | Кері Маклеод                                  |
| Кваліфікаційний норматив – 17.14 | 1                | Португалія (POR)      | Педру Пішарду                                 |
| Кваліфікаційний норматив – 17.14 | 1                | Росія (RUS)[Note RUS] | Дмитро Сорокін                                |
| Кваліфікаційний норматив – 17.14 | 1                | Іспанія (ESP)         | Пабло Торріхос                                |
| Кваліфікаційний норматив – 17.14 | 1                | Туреччина (TUR)       | Некаті Ер                                     |
| Світовий рейтинг                 | 1                |                       |                                               |
| Загалом                          | 32               |                       |                                               |

#### штовхання ядра (чоловіки)
Кількість учасників: 32.
| Кваліфікаційний стандарт         | К-ть спортсменів | НОК                                 | Номіновані спортсмени                        |
| -------------------------------- | ---------------- | ----------------------------------- | -------------------------------------------- |
| Кваліфікаційний норматив – 21.10 | 3                | США (USA)                           | Раян Кроузер Джо Ковач Рейтон Оттердал       |
| Кваліфікаційний норматив – 21.10 | 2                | Єгипет (EGY)                        | Мустафа Амр Гассан Мохамед Магді Хамза Халіф |
| Кваліфікаційний норматив – 21.10 | 2                | Італія (ITA)                        | Леонардо Фаббрі Zane Weir                    |
| Кваліфікаційний норматив – 21.10 | 2                | Нова Зеландія (NZL)                 | Джако Гілл Tom Walsh                         |
| Кваліфікаційний норматив – 21.10 | 2                | Польща (POL)                        | Конрад Буковецький Міхал Гаратик             |
| Кваліфікаційний норматив – 21.10 | 2                | ПАР (RSA)                           | Кайл Блігнот Jason van Rooyen                |
| Кваліфікаційний норматив – 21.10 | 1                | Бахрейн (BHR)                       | Абдельрахман Махмуд                          |
| Кваліфікаційний норматив – 21.10 | 1                | Боснія і Герцеговина (BIH)          | Месуд Пезер                                  |
| Кваліфікаційний норматив – 21.10 | 1                | Бразилія (BRA)                      | Дарлан Романі                                |
| Кваліфікаційний норматив – 21.10 | 1                | Британські Віргінські Острови (IVB) | Елдред Генрі                                 |
| Кваліфікаційний норматив – 21.10 | 1                | Канада (CAN)                        | Тім Недов                                    |
| Кваліфікаційний норматив – 21.10 | 1                | Хорватія (CRO)                      | Філіп Міхалевич                              |
| Кваліфікаційний норматив – 21.10 | 1                | Чехія (CZE)                         | Томаш Станек                                 |
| Кваліфікаційний норматив – 21.10 | 1                | Грузія (GEO)                        | Гіоргі Муджарідзе                            |
| Кваліфікаційний норматив – 21.10 | 1                | Велика Британія (GBR)               | Скотт Лінколн                                |
| Кваліфікаційний норматив – 21.10 | 1                | Індія (IND)                         | Таджиндерпал Тур                             |
| Кваліфікаційний норматив – 21.10 | 1                | Люксембург (LUX)                    | Боб Бертемес                                 |
| Кваліфікаційний норматив – 21.10 | 1                | Нігерія (NGR)                       | Чуквуебука Енеквечі                          |
| Кваліфікаційний норматив – 21.10 | 1                | Португалія (POR)                    | Франсиску Белу                               |
| Кваліфікаційний норматив – 21.10 | 1                | Росія (RUS)[Note RUS]               | Олександр Лєсной                             |
| Кваліфікаційний норматив – 21.10 | 1                | Румунія (ROU)                       | Андрей Рарес Тоадер                          |
| Кваліфікаційний норматив – 21.10 | 1                | Сербія (SRB)                        | Армін Сінанчевич                             |
| Кваліфікаційний норматив – 21.10 | 1                | Швеція (SWE)                        | Віктор Петерссон                             |
| Кваліфікаційний норматив – 21.10 | 1                | Україна (UKR)                       | Ігор Мусієнко                                |
| Світовий рейтинг                 | 1                |                                     |                                              |
| Загалом                          | 32               |                                     |                                              |

#### метання диска (чоловіки)
Кількість учасників: 32.
| Кваліфікаційний стандарт         | К-ть спортсменів | НОК                   | Номіновані спортсмени               |
| -------------------------------- | ---------------- | --------------------- | ----------------------------------- |
| Кваліфікаційний норматив – 66.00 | 3                | Німеччина (GER)       | [a]                                 |
| Кваліфікаційний норматив – 66.00 | 3                | Ямайка (JAM)          | Федрік Дакрес Травес Смікл Чад Райт |
| Кваліфікаційний норматив – 66.00 | 3                | США (USA)             | [a]                                 |
| Кваліфікаційний норматив – 66.00 | 2                | Швеція (SWE)          | Сімон Петтерсон Даніель Штоль       |
| Кваліфікаційний норматив – 66.00 | 1                | Австралія (AUS)       | Меттью Денні                        |
| Кваліфікаційний норматив – 66.00 | 1                | Австрія (AUT)         | Лукас Вайсгайдінгер                 |
| Кваліфікаційний норматив – 66.00 | 1                | Білорусь (BLR)        | Yauheni Bahutski                    |
| Кваліфікаційний норматив – 66.00 | 1                | Колумбія (COL)        | Маурісіо Ортега                     |
| Кваліфікаційний норматив – 66.00 | 1                | Кіпр (CYP)            | Апостолос Парелліс                  |
| Кваліфікаційний норматив – 66.00 | 1                | Франція (FRA)         | Лолассон Джуан                      |
| Кваліфікаційний норматив – 66.00 | 1                | Велика Британія (GBR) | Ловренс Окоє                        |
| Кваліфікаційний норматив – 66.00 | 1                | Іран (IRI)            | Есан Гададі                         |
| Кваліфікаційний норматив – 66.00 | 1                | Литва (LTU)           | Андрюс Гудзюс                       |
| Кваліфікаційний норматив – 66.00 | 1                | Норвегія (NOR)        | Ола Стунес Ісене                    |
| Кваліфікаційний норматив – 66.00 | 1                | Польща (POL)          | Пйотр Малаховський                  |
| Кваліфікаційний норматив – 66.00 | 1                | Румунія (ROU)         | Алін Фірфіріка                      |
| Кваліфікаційний норматив – 66.00 | 1                | Самоа (SAM)           | Алекс Роуз                          |
| Кваліфікаційний норматив – 66.00 | 1                | Словенія (SLO)        | Крістьян Чех                        |
| Кваліфікаційний норматив – 66.00 | 1                | Іспанія (ESP)         | Лоїс Майкель Мартінес               |
| Світовий рейтинг                 | 1                |                       |                                     |
| Загалом                          | 32               |                       |                                     |

#### метання молота (чоловіки)
Кількість учасників: 32.
| Кваліфікаційний стандарт         | К-ть спортсменів | НОК                                                    | Номіновані спортсмени                          |
| -------------------------------- | ---------------- | ------------------------------------------------------ | ---------------------------------------------- |
| Кваліфікаційний норматив – 77.50 | 3                | Білорусь (BLR)                                         | Yauheni Bahutski Hleb Dudarau Yury Vasilchanka |
| Кваліфікаційний норматив – 77.50 | 3                | Допущені нейтральні атлети (ANA) Росія (RUS)[Note RUS] | Денис Лук'янов Валерій Пронкін Андрій Романов  |
| Кваліфікаційний норматив – 77.50 | 3                | Україна (UKR)                                          | [a]                                            |
| Кваліфікаційний норматив – 77.50 | 3                | США (USA)                                              | Daniel Haugh Руді Вінклер Алекс Янг            |
| Кваліфікаційний норматив – 77.50 | 2                | Чилі (CHI)                                             | Габріель Кер Умберто Мансілья                  |
| Кваліфікаційний норматив – 77.50 | 2                | Велика Британія (GBR)                                  | Тейлор Кемпбел Нік Міллер                      |
| Кваліфікаційний норматив – 77.50 | 2                | Польща (POL)                                           | Павел Файдек Войцех Новицький                  |
| Кваліфікаційний норматив – 77.50 | 2                | Туреччина (TUR)                                        | Ешреф Апак Озкан Балтаджи                      |
| Кваліфікаційний норматив – 77.50 | 1                | Франція (FRA)                                          | Кантен Біго                                    |
| Кваліфікаційний норматив – 77.50 | 1                | Угорщина (HUN)                                         | Бенце Халас                                    |
| Кваліфікаційний норматив – 77.50 | 1                | Мексика (MEX)                                          | Дієго дель Реаль                               |
| Кваліфікаційний норматив – 77.50 | 1                | Молдова (MDA)                                          | Сергій Маргієв                                 |
| Кваліфікаційний норматив – 77.50 | 1                | Норвегія (NOR)                                         | Ейвін Генріксен                                |
| Кваліфікаційний норматив – 77.50 | 1                | Іспанія (ESP)                                          | Хав'єр Сьєнфуегос                              |
| Кваліфікаційний норматив – 77.50 | 1                | Узбекистан (UZB)                                       | Сухроб Ходжаєв                                 |
| Світовий рейтинг                 | 1                |                                                        |                                                |
| Загалом                          | 32               |                                                        |                                                |

#### метання списа (чоловіки)
Кількість учасників: 32.
| Кваліфікаційний стандарт         | К-ть спортсменів | НОК                     | Номіновані спортсмени            |
| -------------------------------- | ---------------- | ----------------------- | -------------------------------- |
| Кваліфікаційний норматив – 85.00 | 3                | Німеччина (GER)         | [a]                              |
| Кваліфікаційний норматив – 85.00 | 2                | Білорусь (BLR)          | Aliaksei Katkavets Павло Мелешко |
| Кваліфікаційний норматив – 85.00 | 2                | Китайський Тайбей (TPE) | Чен Чаоцунь Huang Shih-feng      |
| Кваліфікаційний норматив – 85.00 | 2                | Фінляндія (FIN)         | Олівер Геландер Антті Руусканен  |
| Кваліфікаційний норматив – 85.00 | 2                | Індія (IND)             | Нірадж Чопра Шивпал Сінг         |
| Кваліфікаційний норматив – 85.00 | 1                | Чехія (CZE)             | Якуб Вадлейх                     |
| Кваліфікаційний норматив – 85.00 | 1                | Естонія (EST)           | Магнус Кірт                      |
| Кваліфікаційний норматив – 85.00 | 1                | Гренада (GRN)           | Андерсон Пітерс                  |
| Кваліфікаційний норматив – 85.00 | 1                | Кенія (KEN)             | Джуліус Єго                      |
| Кваліфікаційний норматив – 85.00 | 1                | Латвія (LAT)            | Gatis Čakšs                      |
| Кваліфікаційний норматив – 85.00 | 1                | Литва (LTU)             | Едіс Матусевічус                 |
| Кваліфікаційний норматив – 85.00 | 1                | Молдова (MDA)           | Андріан Мардаре                  |
| Кваліфікаційний норматив – 85.00 | 1                | Пакистан (PAK)          | Аршад Надім                      |
| Кваліфікаційний норматив – 85.00 | 1                | Польща (POL)            | Марцін Круковський               |
| Кваліфікаційний норматив – 85.00 | 1                | Росія (RUS)[Note RUS]   | Дмитро Тарабін                   |
| Кваліфікаційний норматив – 85.00 | 1                | ПАР (RSA)               | Рокко ван Роєн                   |
| Кваліфікаційний норматив – 85.00 | 1                | Швеція (SWE)            | Кім Амб                          |
| Кваліфікаційний норматив – 85.00 | 1                | Тринідад і Тобаго (TTO) | Кешорн Волкотт                   |
| Світовий рейтинг                 | 1                |                         |                                  |
| Загалом                          | 32               |                         |                                  |

### Жіночі дисципліни на полі

#### стрибки у висоту (жінки)
| Кваліфікаційний стандарт        | К-ть спортсменів | НОК                                                    | Номіновані спортсмени                                               |
| ------------------------------- | ---------------- | ------------------------------------------------------ | ------------------------------------------------------------------- |
| Кваліфікаційний норматив – 1.96 | 3                | Україна (UKR)                                          | Ірина Геращенко Левченко Юлія Андріївна Магучіх Ярослава Олексіївна |
| Кваліфікаційний норматив – 1.96 | 3                | США (USA)                                              | Вашті Каннінгем Рейчел Маккой Jelena Rowe                           |
| Кваліфікаційний норматив – 1.96 | 2                | Австралія (AUS)                                        | Нікола Макдермотт Елеанор Паттерсон                                 |
| Кваліфікаційний норматив – 1.96 | 2                | Німеччина (GER)                                        | Марі-Лоуренс Юнгфляйш Імке Оннен                                    |
| Кваліфікаційний норматив – 1.96 | 2                | Казахстан (KAZ)                                        | Nadezhda Dubovitskaya Kristina Ovchinnikova                         |
| Кваліфікаційний норматив – 1.96 | 2                | Росія (RUS)[Note RUS] Допущені нейтральні атлети (ANA) | Чичерова Ганна Володимирівна Ласіцкене Марія Олександрівна          |
| Кваліфікаційний норматив – 1.96 | 1                | Білорусь (BLR)                                         | Каріна Демидик                                                      |
| Кваліфікаційний норматив – 1.96 | 1                | Бельгія (BEL)                                          | Нафіссату Тіам                                                      |
| Кваліфікаційний норматив – 1.96 | 1                | Болгарія (BUL)                                         | Мірела Демірева                                                     |
| Кваліфікаційний норматив – 1.96 | 1                | Фінляндія (FIN)                                        | Елла Юнніла                                                         |
| Кваліфікаційний норматив – 1.96 | 1                | Велика Британія (GBR)                                  | Морган Лейк                                                         |
| Кваліфікаційний норматив – 1.96 | 1                | Італія (ITA)                                           | Елена Валлортігара                                                  |
| Кваліфікаційний норматив – 1.96 | 1                | Польща (POL)                                           | Каміла Ліцвінко                                                     |
| Кваліфікаційний норматив – 1.96 | 1                | Румунія (ROU)                                          | Даніела Станчіу                                                     |
| Кваліфікаційний норматив – 1.96 | 1                | Швеція (SWE)                                           | Еріка Кінсі                                                         |
| Кваліфікаційний норматив – 1.96 | 1                | Узбекистан (UZB)                                       | Світлана Радзівіл                                                   |
| Світовий рейтинг                | 1                |                                                        |                                                                     |
| Загалом                         | 32               |                                                        |                                                                     |

#### стрибки з жердиною (жінки)
| Кваліфікаційний стандарт        | К-ть спортсменів | НОК                                                    | Номіновані спортсмени                                        |
| ------------------------------- | ---------------- | ------------------------------------------------------ | ------------------------------------------------------------ |
| Кваліфікаційний норматив – 4.70 | 3                | Греція (GRE)                                           | Ніколета Кіріакопулу Елені-Клаудія Полак Екатеріні Стефаніді |
| Кваліфікаційний норматив – 4.70 | 3                | Росія (RUS)[Note RUS] Допущені нейтральні атлети (ANA) | [a] Ірина Іванова Сидорова Анжеліка Олександрівна            |
| Кваліфікаційний норматив – 4.70 | 3                | США (USA)                                              | [a]                                                          |
| Кваліфікаційний норматив – 4.70 | 2                | Канада (CAN)                                           | Аніка Ньюелл Аліша Ньюмен                                    |
| Кваліфікаційний норматив – 4.70 | 2                | Китай (CHN)                                            | Лі Лін Сюй Хуейцінь                                          |
| Кваліфікаційний норматив – 4.70 | 2                | Швеція (SWE)                                           | Ангеліка Бенгтссон Мікаела Маєр                              |
| Кваліфікаційний норматив – 4.70 | 1                | Австралія (AUS)                                        | Ніна Кеннеді                                                 |
| Кваліфікаційний норматив – 4.70 | 1                | Білорусь (BLR)                                         | Жук Ірина Геннадіївна                                        |
| Кваліфікаційний норматив – 4.70 | 1                | Куба (CUB)                                             | Яріслей Сілва                                                |
| Кваліфікаційний норматив – 4.70 | 1                | Франція (FRA)                                          | Нінон Гійон-Ромарен                                          |
| Кваліфікаційний норматив – 4.70 | 1                | Велика Британія (GBR)                                  | Голлі Блісдейл                                               |
| Кваліфікаційний норматив – 4.70 | 1                | Італія (ITA)                                           | Роберта Бруні                                                |
| Кваліфікаційний норматив – 4.70 | 1                | Словенія (SLO)                                         | Тіна Шутей                                                   |
| Кваліфікаційний норматив – 4.70 | 1                | Швейцарія (SUI)                                        | Ангеліка Мозер                                               |
| Кваліфікаційний норматив – 4.70 | 1                | Венесуела (VEN)                                        | Робейліс Пейнадо                                             |
| Світовий рейтинг                | 1                |                                                        |                                                              |
| Загалом                         | 32               |                                                        |                                                              |

#### стрибки в довжину (жінки)
| Кваліфікаційний стандарт        | К-ть спортсменів | НОК                                                    | Номіновані спортсмени                 |
| ------------------------------- | ---------------- | ------------------------------------------------------ | ------------------------------------- |
| Кваліфікаційний норматив – 6.82 | 3                | Велика Британія (GBR)                                  | [a]                                   |
| Кваліфікаційний норматив – 6.82 | 3                | США (USA)                                              | [a]                                   |
| Кваліфікаційний норматив – 6.82 | 2                | Нігерія (NGR)                                          | Есе Бруме Рут Усоро                   |
| Кваліфікаційний норматив – 6.82 | 2                | Румунія (ROU)                                          | Флорентіна Юско Аліна Ротару          |
| Кваліфікаційний норматив – 6.82 | 2                | Росія (RUS)[Note RUS] Допущені нейтральні атлети (ANA) | Клішина Дарія Ігорівна Олена Соколова |
| Кваліфікаційний норматив – 6.82 | 1                | Австралія (AUS)                                        | Брук Страттон                         |
| Кваліфікаційний норматив – 6.82 | 1                | Бельгія (BEL)                                          | Нафіссату Тіам                        |
| Кваліфікаційний норматив – 6.82 | 1                | Британські Віргінські Острови (IVB)                    | Шантель Мелоун                        |
| Кваліфікаційний норматив – 6.82 | 1                | Колумбія (COL)                                         | Катерін Ібаргуен                      |
| Кваліфікаційний норматив – 6.82 | 1                | Франція (FRA)                                          | Яні Давід                             |
| Кваліфікаційний норматив – 6.82 | 1                | Німеччина (GER)                                        | Малайка Мігамбо                       |
| Кваліфікаційний норматив – 6.82 | 1                | Гана (GHA)                                             | Дебора Аква                           |
| Кваліфікаційний норматив – 6.82 | 1                | Італія (ITA)                                           | Ларісса Япікіно                       |
| Кваліфікаційний норматив – 6.82 | 1                | Ямайка (JAM)                                           | Тіссанна Гіклінґ                      |
| Кваліфікаційний норматив – 6.82 | 1                | Сербія (SRB)                                           | Івана Шпанович                        |
| Кваліфікаційний норматив – 6.82 | 1                | Швейцарія (SUI)                                        | Саломе Ланґ                           |
| Кваліфікаційний норматив – 6.82 | 1                | Швеція (SWE)                                           | Хадді Санья                           |
| Кваліфікаційний норматив – 6.82 | 1                | Тринідад і Тобаго (TTO)                                | Тайра Ґіттенс                         |
| Кваліфікаційний норматив – 6.82 | 1                | Україна (UKR)                                          | Бех-Романчук Марина Олександрівна     |
| Кваліфікаційний норматив – 6.82 | 1                | Венесуела (VEN)                                        | Юлімар Рохас                          |
| Світовий рейтинг                | 1                |                                                        |                                       |
| Загалом                         | 32               |                                                        |                                       |

#### потрійний стрибок (жінки)
| Кваліфікаційний стандарт         | К-ть спортсменів      | НОК                                             | Номіновані спортсмени |
| -------------------------------- | --------------------- | ----------------------------------------------- | --------------------- |
| Кваліфікаційний норматив – 14.32 |                       |                                                 |                       |
| 3                                | Куба (CUB)            | Леяніс Перес Льядагміс Повея Давіслейді Веласко |                       |
| 3                                | США (USA)             | Торі Франклін Джасмін Мур Кетура Орджі          |                       |
| 2                                | Колумбія (COL)        | Катерін Ібаргуен Йосіріс Уррутія                |                       |
| 2                                | Франція (FRA)         | Яні Давід Ругі Діалло                           |                       |
| 2                                | Німеччина (GER)       | Неле Екхардт Крістін Гіріш                      |                       |
| 2                                | Ямайка (JAM)          | Шаніка Рікеттс Кімберлі Вільямс                 |                       |
| 2                                | Казахстан (KAZ)       | Марія Овчинникова Рипакова Ольга Сергіївна      |                       |
| 2                                | Португалія (POR)      | Патрісія Мамона Евелізе Вейга                   |                       |
| 2                                | Росія (RUS)[Note RUS] | Катерина Конєва Darya Nidbaykina                |                       |
| 1                                | Білорусь (BLR)        | Віолетта Скворцова                              |                       |
| 1                                | Болгарія (BUL)        | Габріела Петрова                                |                       |
| 1                                | Домініка (DMA)        | Теа Лафон                                       |                       |
| 1                                | Фінляндія (FIN)       | Сенні Салмінен                                  |                       |
| 1                                | Гана (GHA)            | Надя Еке                                        |                       |
| 1                                | Греція (GRE)          | Параскеві Папахрісту                            |                       |
| 1                                | Ізраїль (ISR)         | Князева-Міненко Анна Вікторівна                 |                       |
| 1                                | Литва (LTU)           | Діана Загайнова                                 |                       |
| 1                                | Нігерія (NGR)         | Рут Усоро                                       |                       |
| 1                                | Іспанія (ESP)         | Ана Пелетейро                                   |                       |
| 1                                | Україна (UKR)         | Саладуха Ольга Валеріївна                       |                       |
| 1                                | Венесуела (VEN)       | Юлімар Рохас                                    |                       |
| Світовий рейтинг                 | 1                     |                                                 |                       |
| Загалом                          | 32                    |                                                 |                       |

#### штовхання ядра (жінки)
| Кваліфікаційний стандарт         | К-ть спортсменів | НОК                   | Номіновані спортсмени                       |
| -------------------------------- | ---------------- | --------------------- | ------------------------------------------- |
| Кваліфікаційний норматив – 18.50 | 3                | Китай (CHN)           | Ґун Ліцзяо Сун Цзяюань Ґао Ян               |
| Кваліфікаційний норматив – 18.50 | 3                | Німеччина (GER)       | Сара Гамбетта Крістіна Шваніц Катаріна Майш |
| Кваліфікаційний норматив – 18.50 | 3                | США (USA)             | [a]                                         |
| Кваліфікаційний норматив – 18.50 | 2                | Канада (CAN)          | Бріттані Крю Sarah Mitton                   |
| Кваліфікаційний норматив – 18.50 | 2                | Польща (POL)          | Пауліна Губа Клаудія Кардаш                 |
| Кваліфікаційний норматив – 18.50 | 1                | Білорусь (BLR)        | Альона Дубицька                             |
| Кваліфікаційний норматив – 18.50 | 1                | Велика Британія (GBR) | Софі Маккінна                               |
| Кваліфікаційний норматив – 18.50 | 1                | Угорщина (HUN)        | Аніта Мартон                                |
| Кваліфікаційний норматив – 18.50 | 1                | Ямайка (JAM)          | Данніель Томас-Додд                         |
| Кваліфікаційний норматив – 18.50 | 1                | Молдова (MDA)         | Думітріана Сурду                            |
| Кваліфікаційний норматив – 18.50 | 1                | Нідерланди (NED)      | Джессіка Схілдер                            |
| Кваліфікаційний норматив – 18.50 | 1                | Нова Зеландія (NZL)   | Валері Адамс                                |
| Кваліфікаційний норматив – 18.50 | 1                | Португалія (POR)      | Оріоль Донгмо                               |
| Кваліфікаційний норматив – 18.50 | 1                | Іспанія (ESP)         | Марія Белен Тойміль                         |
| Кваліфікаційний норматив – 18.50 | 1                | Швеція (SWE)          | Фанні Рос                                   |
| Кваліфікаційний норматив – 18.50 | 1                | Україна (UKR)         | Голодна Ольга Анатоліївна                   |
| Світовий рейтинг                 | 1                |                       |                                             |
| Загалом                          | 32               |                       |                                             |

#### метання диска (жінки)
| Кваліфікаційний стандарт         | К-ть спортсменів | НОК                   | Номіновані спортсмени               |
| -------------------------------- | ---------------- | --------------------- | ----------------------------------- |
| Кваліфікаційний норматив – 63.50 | 3                | Китай (CHN)           | Чень Ян Фен Бінь Су Сіньюе          |
| Кваліфікаційний норматив – 63.50 | 3                | Німеччина (GER)       | [a]                                 |
| Кваліфікаційний норматив – 63.50 | 2                | Бразилія (BRA)        | Фернанда Мартінс Андресса де Мораїс |
| Кваліфікаційний норматив – 63.50 | 2                | Куба (CUB)            | Денія Кабальєро Яйме Перес          |
| Кваліфікаційний норматив – 63.50 | 2                | США (USA)             | Валарі Олман Рейчел Дінкофф         |
| Кваліфікаційний норматив – 63.50 | 1                | Австралія (AUS)       | Дені Стівенс                        |
| Кваліфікаційний норматив – 63.50 | 1                | Хорватія (CRO)        | Сандра Перкович                     |
| Кваліфікаційний норматив – 63.50 | 1                | Франція (FRA)         | Меліна Робер-Мішон                  |
| Кваліфікаційний норматив – 63.50 | 1                | Індія (IND)           | Камалпріт Каур                      |
| Кваліфікаційний норматив – 63.50 | 1                | Ямайка (JAM)          | Шадае Лоуренс                       |
| Кваліфікаційний норматив – 63.50 | 1                | Нідерланди (NED)      | Йорінде ван Клінкен                 |
| Кваліфікаційний норматив – 63.50 | 1                | Португалія (POR)      | Liliana Cá                          |
| Кваліфікаційний норматив – 63.50 | 1                | Росія (RUS)[Note RUS] | Катерина Строкова                   |
| Кваліфікаційний норматив – 63.50 | 1                | Україна (UKR)         | Семенова Наталія Вікторівна         |
| Світовий рейтинг                 | 1                | США (USA)             | Келсі Кард                          |
| Загалом                          | 32               |                       |                                     |

#### метання молота (жінки)
| Кваліфікаційний стандарт         | К-ть спортсменів | НОК                   | Номіновані спортсмени                                      |
| -------------------------------- | ---------------- | --------------------- | ---------------------------------------------------------- |
| Кваліфікаційний норматив – 72.50 | 3                | Польща (POL)          | Йоанна Фьодоров Мальвіна Копрон Аніта Влодарчик            |
| Кваліфікаційний норматив – 72.50 | 3                | США (USA)             | [a]                                                        |
| Кваліфікаційний норматив – 72.50 | 2                | Білорусь (BLR)        | Anastasiya Kalamoyets Ганна Малищик Nastassia Maslava      |
| Кваліфікаційний норматив – 72.50 | 2                | Китай (CHN)           | Ло На Ван Чжен                                             |
| Кваліфікаційний норматив – 72.50 | 2                | Нова Зеландія (NZL)   | Лорен Брюс Джулія Раткліфф                                 |
| Кваліфікаційний норматив – 72.50 | 2                | Україна (UKR)         | Климець Ірина Володимирівна Новожилова Ірина Олександрівна |
| Кваліфікаційний норматив – 72.50 | 1                | Азербайджан (AZE)     | Скидан Ганна Олександрівна                                 |
| Кваліфікаційний норматив – 72.50 | 1                | Канада (CAN)          | Кемрін Роджерс                                             |
| Кваліфікаційний норматив – 72.50 | 1                | Франція (FRA)         | Александра Таверньє                                        |
| Кваліфікаційний норматив – 72.50 | 1                | Угорщина (HUN)        | Река Дьюрац                                                |
| Кваліфікаційний норматив – 72.50 | 1                | Латвія (LAT)          | Laura Igaune                                               |
| Кваліфікаційний норматив – 72.50 | 1                | Молдова (MDA)         | Петрівська Заліна Сосланівна                               |
| Кваліфікаційний норматив – 72.50 | 1                | Нігерія (NGR)         | Annette Echikunwoke                                        |
| Кваліфікаційний норматив – 72.50 | 1                | Росія (RUS)[Note RUS] | Софія Палкіна                                              |
| Кваліфікаційний норматив – 72.50 | 1                | Венесуела (VEN)       | Роза Родрігес                                              |
| Світовий рейтинг                 | 1                |                       |                                                            |
| Загалом                          | 32               |                       |                                                            |

#### метання списа (жінки)
| Кваліфікаційний стандарт         | К-ть спортсменів | НОК             | Номіновані спортсмени           |
| -------------------------------- | ---------------- | --------------- | ------------------------------- |
| Кваліфікаційний норматив – 64.00 | 3                | Китай (CHN)     | Лю Шиїн Люй Хуейхуей Юй Юйчжень |
| Кваліфікаційний норматив – 64.00 | 1                | Австралія (AUS) | Келсі-Лі Барбер                 |
| Кваліфікаційний норматив – 64.00 | 1                | Австрія (AUT)   | Victoria Hudson                 |
| Кваліфікаційний норматив – 64.00 | 1                | Білорусь (BLR)  | Тетяна Холодович                |
| Кваліфікаційний норматив – 64.00 | 1                | Хорватія (CRO)  | Сара Колак                      |
| Кваліфікаційний норматив – 64.00 | 1                | Чехія (CZE)     | Нікола Огроднікова              |
| Кваліфікаційний норматив – 64.00 | 1                | Німеччина (GER) | Крістін Гуссонг                 |
| Кваліфікаційний норматив – 64.00 | 1                | Японія (JPN)    | Харука Кітаґуті                 |
| Кваліфікаційний норматив – 64.00 | 1                | Латвія (LAT)    | Ліна Музе                       |
| Кваліфікаційний норматив – 64.00 | 1                | Польща (POL)    | Марія Андрейчик                 |
| Кваліфікаційний норматив – 64.00 | 1                | Туреччина (TUR) | Еда Тугсуз                      |
| Кваліфікаційний норматив – 64.00 | 1                | США (USA)       | Кара Вінгер                     |
| Світовий рейтинг                 | 1                |                 |                                 |
| Загалом                          | 32               |                 |                                 |

## Комбіновані дисципліни

### десятиборство (чоловіки)
Кількість учасників: 24.
| Кваліфікаційний стандарт        | К-ть спортсменів                           | НОК                                     | Номіновані спортсмени |
| ------------------------------- | ------------------------------------------ | --------------------------------------- | --------------------- |
| Кваліфікаційний норматив – 8350 |                                            |                                         |                       |
| 3                               | Естонія (EST)                              | Йоганнес Ерм Карел Тілга Майсел Уйбо    |                       |
| 3                               | США (USA)                                  | Стів Бастьєн Ґаррет Скантлінґ Зак Зімек |                       |
| 2                               | Австралія (AUS)                            | Седрік Даблер Ешлі Молоні               |                       |
| 2                               | Канада (CAN)                               | Пірс Лепаж Даміан Ворнер                |                       |
| 2                               | Німеччина (GER)                            | Ніклас Кауль Кай Казмірек               |                       |
| 1                               | Допущені нейтральні атлети (ANA)[Note RUS] | Ілля Шкуреньов                          |                       |
| 1                               | Бельгія (BEL)                              | Томас ван дер Платсен                   |                       |
| 1                               | Бразилія (BRA)                             | Феліпе дос Сантос                       |                       |
| 1                               | Франція (FRA)                              | Кевін Маєр                              |                       |
| 1                               | Гренада (GRN)                              | Ліндон Віктор                           |                       |
| Світовий рейтинг                | 1                                          |                                         |                       |
| Загалом                         | 24                                         |                                         |                       |

### семиборство
| Кваліфікаційний стандарт        | К-ть спортсменів | НОК                   | Номіновані спортсмени       |
| ------------------------------- | ---------------- | --------------------- | --------------------------- |
| Кваліфікаційний норматив – 6420 | 2                | Австрія (AUT)         | Івона Дадич Верена Прайнер  |
| Кваліфікаційний норматив – 6420 | 2                | США (USA)             | Еріка Бугард Кендел Вільямс |
| Кваліфікаційний норматив – 6420 | 1                | Бельгія (BEL)         | Нафіссату Тіам              |
| Кваліфікаційний норматив – 6420 | 1                | Німеччина (GER)       | Каролін Шефер               |
| Кваліфікаційний норматив – 6420 | 1                | Велика Британія (GBR) | Катаріна Джонсон-Томпсон    |
| Кваліфікаційний норматив – 6420 | 1                | Угорщина (HUN)        | Ксенія Крішан               |
| Кваліфікаційний норматив – 6420 | 1                | Латвія (LAT)          | Лаура Ікауніце-Адмідіна     |
| Кваліфікаційний норматив – 6420 | 1                | Нідерланди (NED)      | Анук Веттер                 |
| Світовий рейтинг                | 1                |                       |                             |
| Загалом                         | 24               |                       |                             |

## Естафетні дисципліни
- World Athletics press release [Архівовано 9 червня 2021 у Wayback Machine.]

### естафета 4×100 метрів (чоловіки)
Кількість учасників: 16 команд по 5 спортсменів у кожній (80).
| Кваліфікаційний стандарт                                    | Кількість команд | Команди, що кваліфікувались                                                                                      |
| ----------------------------------------------------------- | ---------------- | --- |
| чемпіонат світу з легкої атлетики 2019 Finalists            | 8                | Бразилія (BRA) Китай (CHN) Франція (FRA) Велика Британія (GBR) Японія (JPN) Нідерланди (NED) ПАР (RSA) США (USA) |
| 2021 World Athletics Relays Finalists                       | 4                | Данія (DEN) Німеччина (GER) Гана (GHA) Італія (ITA)                                                              |
| Світовий легкоатлетичний рейтинг (станом на 29 червня 2021) | 4                | |

### естафета 4×400 метрів (чоловіки)
Кількість учасників: 16 команд по 5 спортсменів у кожній (80).
| Кваліфікаційний стандарт                                    | Кількість команд | Команди, що кваліфікувались                                                                                                  |
| ----------------------------------------------------------- | ---------------- | --- |
| чемпіонат світу з легкої атлетики 2019 Finalists            | 8                | Бельгія (BEL) Колумбія (COL) Франція (FRA) Велика Британія (GBR) Італія (ITA) Ямайка (JAM) Тринідад і Тобаго (TTO) США (USA) |
| 2021 World Athletics Relays Finalists                       | 4                | Ботсвана (BOT) Японія (JPN) Нідерланди (NED) ПАР (RSA)                                                                       |
| Світовий легкоатлетичний рейтинг (станом на 29 червня 2021) | 4                | |

### естафета 4×100 метрів (жінки)
| Кваліфікаційний стандарт                                    | Кількість команд | Команди, що кваліфікувались                                                                                                   |
| ----------------------------------------------------------- | ---------------- | --- |
| чемпіонат світу з легкої атлетики 2019 Finalists            | 8                | Китай (CHN) Німеччина (GER) Велика Британія (GBR) Італія (ITA) Ямайка (JAM) Швейцарія (SUI) Тринідад і Тобаго (TTO) США (USA) |
| 2021 World Athletics Relays Finalists                       | 6                | Данія (DEN) Еквадор (ECU) Франція (FRA) Японія (JPN) Нідерланди (NED) Польща (POL)                                            |
| Світовий легкоатлетичний рейтинг (станом на 29 червня 2021) | 2                | |

### естафета 4×400 метрів (жінки)
| Кваліфікаційний стандарт                                    | Кількість команд | Команди, що кваліфікувались                                                                                         |
| ----------------------------------------------------------- | ---------------- | --- |
| чемпіонат світу з легкої атлетики 2019 Finalists            | 8                | Бельгія (BEL) Канада (CAN) Велика Британія (GBR) Ямайка (JAM) Нідерланди (NED) Польща (POL) Україна (UKR) США (USA) |
| 2021 World Athletics Relays Finalists                       | 4                | Куба (CUB) Франція (FRA) Німеччина (GER) Італія (ITA)                                                               |
| Світовий легкоатлетичний рейтинг (станом на 29 червня 2021) | 4                | |

### Mixed 4 × 400 m relay
Кількість учасників: 16 команд по 5 спортсменів у кожній, 2 чоловіка і 2 жінки (64).
| Кваліфікаційний стандарт                                    | Кількість команд | Команди, що кваліфікувались                                                                                      |
| ----------------------------------------------------------- | ---------------- | --- |
| чемпіонат світу з легкої атлетики 2019 Finalists            | 8                | Бахрейн (BRN) Бельгія (BEL) Бразилія (BRA) Велика Британія (GBR) Індія (IND) Ямайка (JAM) Польща (POL) США (USA) |
| 2021 World Athletics Relays Finalists                       | 5                | Домініканська Республіка (DOM) Ірландія (IRL) Італія (ITA) Нідерланди (NED) Іспанія (ESP)                        |
| Світовий легкоатлетичний рейтинг (станом на 29 червня 2021) | 3                | |